# Виджаянагарская империя
Виджаяна́гарская империя (Виджаяна́гара (Виджаяна́гар) или Империя Карната) — индуистская империя, занимавшая весь юг Индии за рекой Кришна. Была образована в 1336 году, в ходе борьбы индусов Южной Индии с мусульманами Делийского султаната, и просуществовала до 1646 года. Основателями государства стали Харихара I и его брат Букка Рая I из династии Сангама. Государство достигло пика могущества при Деварайе II (1422—1446), который совершил завоевательные походы в Бирму и на Цейлон. В XV—XVI веках основным противником Виджаянагарской империи выступал Бахманидский султанат на западе Индии. После распада султаната пришедшие ему на смену княжества объединились и нанесли в 1565 году в битве при Таликоте Виджаянагару поражение, от которого он не смог оправиться. К 1646 году Виджаянагарское государство прекратило своё существование. На месте столицы государства, которая также носила название Виджаянагара (что значит «город победы»), ныне находится селение Хампи. В 1986 году памятник архитектурного наследия Хампи (штат Карнатака, Индия) был включён в список Всемирного наследия ЮНЕСКО.
Наследие материальной культуры империи включает в себя множество памятников, разбросанных по всей Южной Индии, самым известным из которых является группа памятников в Хампи. В стиле архитектуры Виджаянагара объединились различные традиции строительства храмов Южной и Центральной Индии. Этот синтез привёл к архитектурным инновациям в строительстве индуистских храмов. Эффективное управление и активная внешняя торговля принесли новые технологии, такие как системы управления водными ресурсами для орошения. Покровительство империи позволило изобразительному искусству и литературе на языках каннада, телугу, тамильском и санскрите достичь новых высот, в то время как карнатская музыка эволюционировала в её нынешнюю форму. Империя Виджаянагара создала новую эпоху в истории Южной Индии, которая вышла за рамки регионализма, пропагандируя индуизм как объединяющий фактор.

## Альтернативное название государства
Карната Раджья (Империя Карната) отмечено как ещё одно название для Империи Виджаянагара, которое использовалось в некоторых надписях и литературных произведениях времён Виджаянагара, включая санскритское произведение Джамбавати Кальянам царя Кришнадеварая и произведение телугу Васу Чаритаму.

## История
Различные теории были предложены относительно происхождения империи Виджаянагара. Многие историки предполагают, что Харихара I и Букка I, основатели империи, были каннадигами и командирами в армии империи Хойсала, дислоцированной в регионе Тунгабхадра, чтобы отразить вторжения мусульман из Северной Индии. Другие утверждают, что они были людьми телугу, впервые связанными с Королевством Какатия, которые взяли под свой контроль северные районы империи Хойсала во время её упадка. Независимо от их происхождения историки соглашаются, что основатели были поддержаны и вдохновлены Видьяраньи, святым в монастыре Шрингери, чтобы бороться с мусульманским вторжением в Южную Индию.

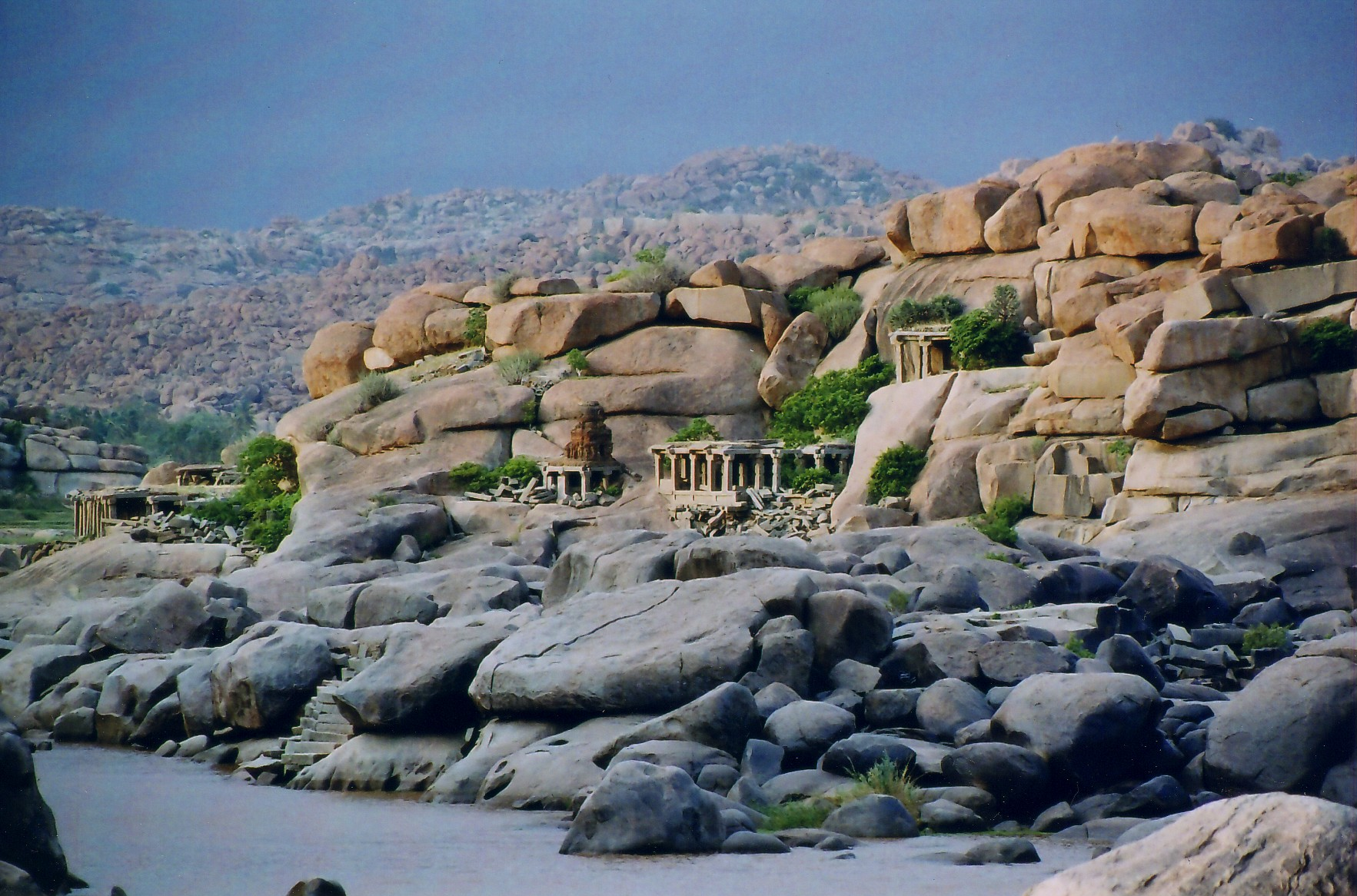
Естественная крепость в Виджаянагара

До образования империи Виджаянагара в начале XIV века индуистские государства Декана — Ядаванская империя в Девангири, династия Какатия Варангал, Империя Пандья в Мадурае неоднократно подвергались набегам и нападениям со стороны мусульман севера, и в 1336 году эти районы верхнего Декана (современный Махараштра, Телангана) снова подверглись нападению армий султана Алауддина Халджи и Мухаммеда ибн Туглука из Делийского султаната.
После того, как Делийский султанат победил и захватил территорию Сеуна (Ядава) в 1294 году, командир Хойсалы Сингея Наяка-III (1280—1300 годы) провозгласил независимость в южной часть района Декана под названием королевство Кампили. Кампили существовал недалеко от рек Гулбарга и Тунгабхадра в северо-восточных частях современного штата Карнатака. Государство просуществовало недолго и было разбито армией во главе с Маликом Заде в 1327-1328 годах. Малик Заде отправил известие о своей победе над королевством Кампили Мухаммад ибн Туглуку в Дели, вместе с отрубленной головой мёртвого индуистского короля, отбитой соломой. В Кампили в день поражения население совершило джаухар (ритуальное массовое самоубийство). Восемь лет спустя, в 1336 году, из руин королевства Кампили возникло королевство Виджаянагара.
В первые два десятилетия после основания империи Харихара I получил контроль над большей частью территории к югу от реки Тунгабхадра и получил титул Пурвапасхима самудрадхишавара («владыка восточных и западных морей»). К 1374 году Букка Рая I, победил вождя Аркота Реддис Кондавиду и султана Мадурая, таким образом получил контроль над Гоа на западе и рекой Тунгабхадра-Кришна на севере. Первоначальная столица находилась в княжестве Анегонди на северных берегах реки Тунгабхадра в сегодняшнем штате Карнатака. Позже он был перенесён в соседний Виджаянагара на южных берегах реки во время правления Букка Рая I, потому что было легче защищаться от мусульманских армий, нападающих на него с северных земель.
Харихара II, второй сын Букка Райи I, укрепил королевство за рекой Кришна и поставил всю Южную Индию под контроль Виджаянагара. Следующий правитель, Дева Райя I, оказался успешным против Королевство Гаяпати, захватив большую территорию и предпринял важные работы по укреплению страны и развитию ирригации. Итальянский путешественник Никколо де Конти писал о нём как о самом могущественном правителе Индии. Дева Райя II (Гаджабетекара) вступил на престол в 1424 году и, возможно, был самым талантливым из правителей династии Сангама. Он подавил восставших феодалов, а также покорил Заморин из Каликута и Куилона на юге. Он вторгся на остров Шри-Ланка и стал повелителем бирманских королей в Пегу и Танассериме.

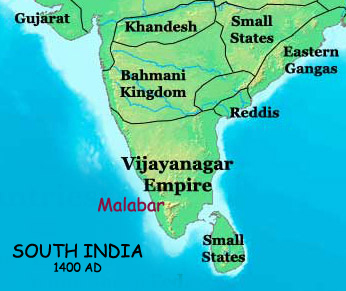
Карта Южной Индии (около 1400 года)

Фируз Бахмани из Бахманийского султаната заключил договор с Дева Райя I из Виджаянагара в 1407 году, согласно которому государство Виджаянагара платило Бахманийскому султанату ежегодную дань в размере «100 000 гун, пять жемчужин и пятьдесят слонов». Султанат вторгся в Виджаянагару в 1417 году, когда государство не выплатило дань. Такие войны за выплату дани Виджаянагара повторились в XV веке, например, в 1436 году, когда султан Ахмад I начал войну, чтобы собрать неоплаченную дань.
В результате войн между султанатами и Ваджаянагара внутриполитическая ситуация осложнилась, начались волнения среди военных командиров империи. В 1485 году Салува Нарасимха совершил переворот и положил конец династии Сангама, но продолжил войну против султанатов. В 1505 году другой командир Тулува Нараса Наяка захватил власть Виджаянагара у потомка Салува в результате переворота. Империя перешла под власть Кришны Дева Райи в 1509 году, сына Тулувы Нарасы Наяки. Он укрепил империю, наняв сильную армию из индусов и мусульман. В последующие годы он одержал победу над пятью Деканскими султанатами и контролировал всю Южную Индию.
Империя достигла своего пика во время правления Кришна Дева Райя, когда армии Виджаянагара неизменно побеждали. Империя получила территорию, ранее находившуюся под властью султанатов в северной части Декана и территориями в восточной части Декана, включая Калингу, в дополнение к уже контролируемыми территориями на юге. Многие важные памятники были завершены во времена Кришна Дева Райя.
В 1529 году после Кришна Дева Райем правителем становится его младший сводный брат Ачьюта Дева Рай. Когда Ачьюта Дева Рай умер в 1542 году, Садашива Рай, племянник Ачьюты Рая, был назначен царём, а регентом при нём становится Алия Рама Рай, сын Кришны Дева Райя, который ранее служил султану Кули Кутб аль-Мульк с 1512 года, когда аль-Мульк был назначен в султанат Голконда. Алия Рама Райя покинул Султанат Голконда, женился на дочери Девы Райя и, таким образом, пришёл к власти. Когда Садашива Рай — сын Девы Райи — был достаточно взрослым, Алия Рама Райя заключил его в тюрьму. Затем Алия Рама Райя нанял мусульманских генералов в свою армию из своих предыдущих связей в Голкондском султанате, и взял титул «Султан мира».
Султанаты к северу от Виджаянагара объединились и напали на армию Алии Рама Райя в январе 1565 года, между ними произошла известная битва при Таликоте. Армия Виджаянагара выигрывала битву, как заявляют немецкие ориенталисты Герман Кульке и Дитмар Ротермунд, но внезапно два мусульманских генерала армии Виджаянагара перешли на другую сторону и присягнули на верность султанатам. Генералы и султан Хуссейн захватили Алию Рама Райю и обезглавили его на месте, затем набили отрубленную голову соломой для демонстрации публики. Обезглавливание Алии Рама Райя создало замешательство и хаос в по-прежнему преданных частях армии Виджаянагара, которые затем были полностью разгромлены. Армия султанатов разграбила Хампи и разрушила город, который уже не был восстановлен.
После смерти Алии Рама Райя в битве при Таликоте Тирумала Дева Рай основал династию Аравиду. Он основал новую столицу в Пенуконда и попытался удержать остатки империи Виджаянагара. Тирумала отрёкся от престола в 1572 году, разделив остатки своего королевства на трёх своих сыновей, и вёл религиозную жизнь до смерти в 1578 году. Преемники династии Аравиду правили регионом до 1614 году, когда империя рухнула. Окончательно существование империи Ваджаянагара закончилось в 1646 году в результате продолжительных войн с султанатом Биджапур. В этот период все больше королевств в Южной Индии становится независимыми и отделяются от Виджаянагара. К ним относятся Королевство Майсур, Келади Наяка, Наякс Мадурай, Наякс Танджор, Наякс Читрадурга и Наякское Королевство Гинджи — которые продолжали оказывать существенное влияние на историю Южной Индии в последующие века.

## Управление

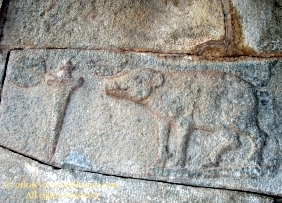
Королевские знаки отличия: кабан, солнце, луна и кинжал.

Правители империи Виджаянагара поддерживали хорошо функционирующий административный аппарат, разработанный их предшественниками, королевствами Хойсала, Какатия и Пандья, для управления своими территориями и вносили изменения только в случае необходимости. Король был высшим органом власти, которому помогал кабинет министров (Прадхана) во главе с премьер-министром (Махапрадхана). Другими важными должностями были главный секретарь (карьякарта или райасвами) и имперские офицеры (адхикари). Все высокопоставленные министры и офицеры должны были пройти военную подготовку. Секретариат, работая около королевского дворца, нанимал писцов и офицеров для ведения официальных записей, на которых ставилась восковая печать (на ней изображена печать кольца короля). На более низких административных уровнях богатые феодальные землевладельцы (Гауда) контролировали бухгалтеров (Караникас или Карнам) и охранников (Кавалу). Администрация дворца была разделена на 72 департамента (нийогаза), в каждом из которых было несколько служителей-женщин, отобранных по критерию молодости и красоты (некоторые из них были завезены или взяты в плен в боях), которые были обучены обращению с незначительными административными вопросами и служению дворянским мужчинам в качестве куртизанок или наложниц.
Империя была разделена на пять основных провинций (Раджья), каждая из которых находилась под командованием (Данданаяка или Данданатха) и возглавлялась губернатором, часто из королевской семьи, который использовал родной язык в административных целях. Раджья была разделена на регионы (Вишая Венте или Коттам) и более мелкие округа (Симе или Наду), которые сами подразделяются на муниципалитеты (Кампана или Стхала). Члены королевской семьи правили своими территориями и отдавали дань империи, в то время как некоторые районы, такие как Келади и Мадурай, попали под непосредственное руководство военного командира.
На войне войсками управлял король. Военная стратегия империи редко включала полномасштабные войны и крупные сражения; чаще они использовали мелкомасштабные методы, такие как атака и разрушение отдельных фортов. Империя была одной из первых в Индии, которая использовала артиллерию дальнего радиуса действия, обычно управляемую иностранными артиллеристами. Армия делилась на два типа: личная армия короля, набираемая непосредственно империей, и феодальная армия под каждым феодалом. Личная армия короля Кришнадеварая состояла из 100 000 пехотинцев, 20 000 кавалеристов и более 900 слонов. Общая численность армии (вместе с флотом) насчитывала от 1,1 до 2 миллионов человек. Армия, набранная из всех слоёв общества (при поддержке сбора дополнительных феодальных дани от феодальных правителей), состояла из лучников и мушкетёров, одетых в стёганые туники, щитников с мечами и пуарами в поясах и солдат, несущих щиты настолько большие, что доспехи были не нужны. Лошади и слоны были полностью бронированы, а у слонов были прикреплены ножи к их бивням, чтобы нанести максимальный урон в бою.
Столица полностью зависела от систем водоснабжения, построенных для направления и хранения воды, обеспечивая постоянное водоснабжение в течение всего года. Остатки этих гидравлических систем дали историкам картину преобладающих методов распределения поверхностных вод, которые использовались в то время в полузасушливых районах Южной Индии. Современные записи и заметки иностранных путешественников описывают, как были рабочими построены огромные баки для воды. В результате раскопок были обнаружены остатки хорошо связанной системы водораспределения, существующей исключительно внутри королевского дворца и крупных храмовых комплексов (предполагающих, что это было сделано исключительно для королевской власти, и для специальных церемоний) с помощью сложных каналов, использующих гравитацию и сифоны для транспортировки воды через трубопроводы. Единственными сооружениями, напоминающими общественные водопроводные сооружения, являются остатки больших резервуаров для воды, которые собирали сезонную муссонную воду, а затем высыхали летом, за исключением немногих, питаемых источниками. В плодородных сельскохозяйственных районах вблизи реки Тунгабхадра были вырыты каналы для направления речной воды в ирригационные резервуары. У этих каналов были шлюзы, которые открывали и закрывали, чтобы управлять потоком воды. В других районах администрация поощряла рытье колодцев, контролируемых административными органами. Большие резервуары в столице были построены с королевским патронажем, в то время как меньшие резервуары финансировались богатыми людьми, чтобы заслужить социальные и религиозные поощрения.

## Экономика

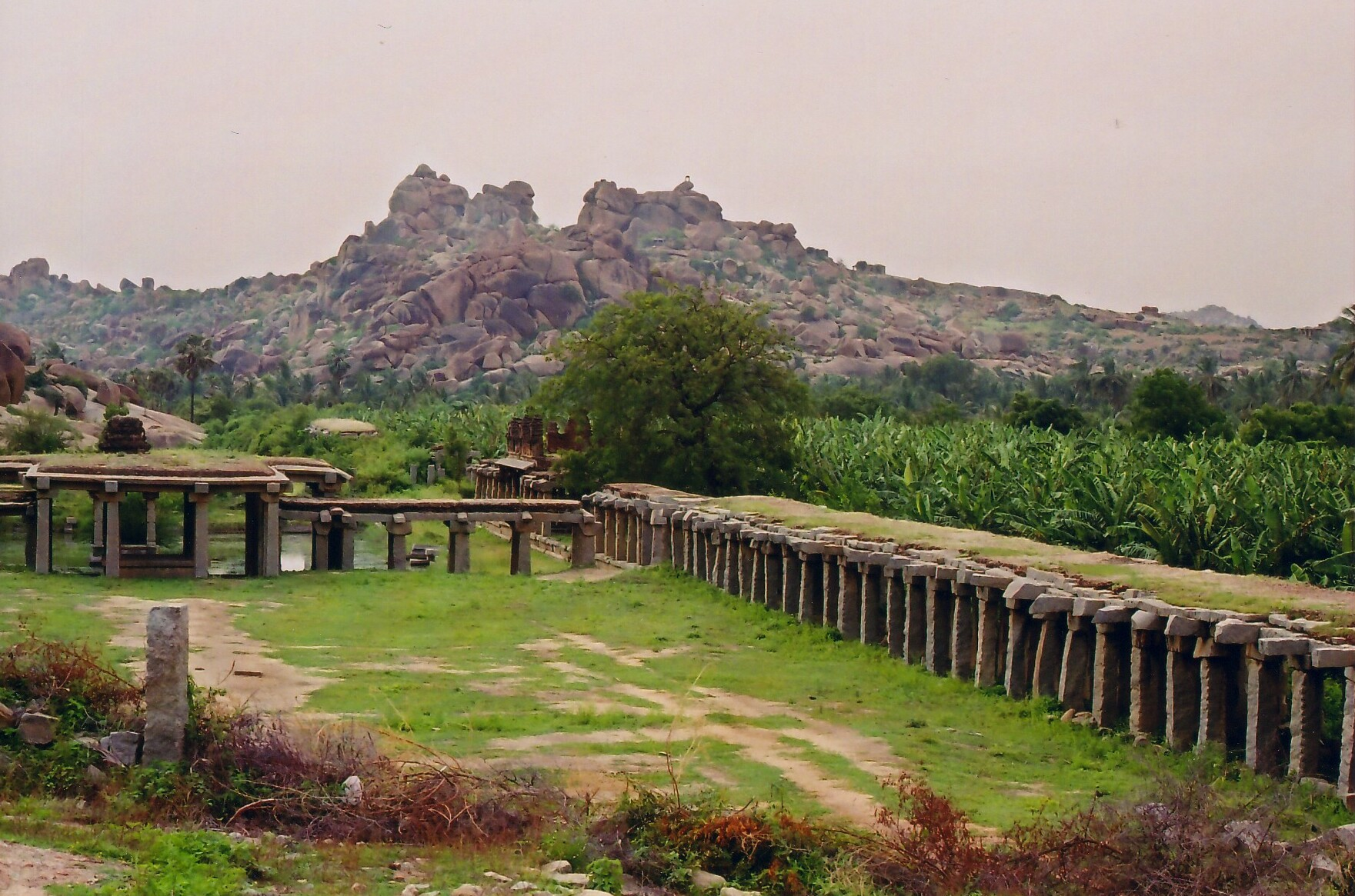
Древний рынок и плантация в Хампи

Экономика империи во многом зависела от сельского хозяйства. Сорго, хлопок и бобовые культуры росли в полузасушливых регионах, в то время как сахарный тростник, рис и пшеница процветали в дождливых районах. Листья бетеля, арека (для жевания) и кокос были основными товарными культурами, а крупномасштабное производство хлопка обеспечивало ткацкие центры яркой текстильной промышленности империи. Специи, такие как куркума, перец, кардамон и имбирь росли в отдалённом горном районе Малнад и доставлялись в город для торговли. Столица империи была процветающим деловым центром, который включал в себя растущий рынок с большим количеством драгоценных камней и золота. Многопрофильное строительство храма обеспечило работой тысячи каменщиков, скульпторов и других искусных ремесленников.

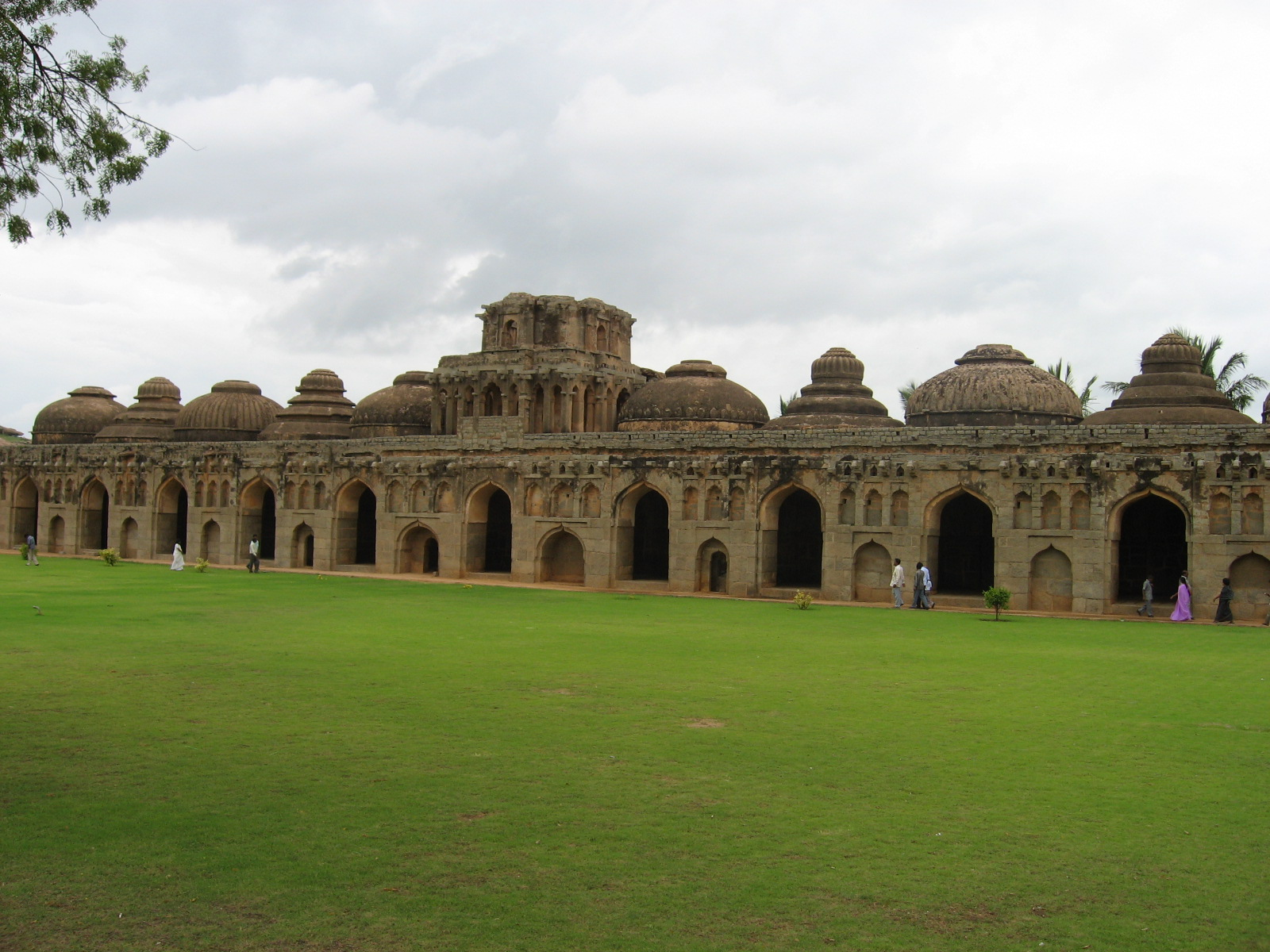
Конюшня Гаяшаала или место для военных слонов, построенная правителями Виджаянагар

Право собственности на землю было важным. Большинство производителей были арендаторами, и с течением времени им было предоставлено право частичной собственности на землю. Налоговая политика, поощряющая необходимые продукты, делала различия между землепользованием для определения налоговых сборов. Например, ежедневная доступность на рынке лепестков роз была важна для парфюмеров, поэтому выращивание роз получило более низкую налоговую оценку. Производство соли и производство соляных кастрюль контролировались аналогичными способами. Создание топлёного масла(осветлённого масла), которое продавалось в качестве масла для потребления человеком и в качестве топлива для осветительных ламп, было также выгодным делом. Экспорт в Китай активизировался и включал хлопок, специи, драгоценности, полудрагоценные камни, слоновая кость, рог носорога, чёрное дерево, янтарь, коралл и ароматические продукты, такие как духи. Множество судов из Китая совершали частые визиты, некоторые из которых были под командованием китайского адмирала Чжэн Хэ, и доставляли китайские товары в 300 больших и малых портов империи в Аравийском море и Бенгальском заливе. Порты Мангалур, Хонавар, Бхавнагар, Баркур, Кочин, Кожикоде, Мачилипатнам и Дхармадам были самыми важными.
Когда торговые суда пришвартовались, товары брались под официальное хранение, и налоги взимались со всех проданных товаров. Безопасность товаров была гарантирована чиновниками администрации. Торговцы многих национальностей (арабы, персы, гузераты, хорассанцы) поселились в Калькутте, который становится процветающем городом и удобным для бизнеса. Кораблестроение процветало, и корабли с килем в 1000—1200 бахар (тоннаж) строились без палуб, корабельщики сшивали весь корпус верёвками, а не скрепляли их гвоздями. Корабли плыли в порты Аден и Мекка на Красном море с товарами. В основном империя на экспорт отправляла такие товары, как перец, имбирь, корица, кардамон, миробалан, древесина тамаринда, анафистула, драгоценные и полудрагоценные камни, жемчуг, мускус, амбра, ревень, алоэ, хлопчатобумажная ткань и фарфор. Хлопковая пряжа отправлялась в Бирму, а индиго в Персию. Из Палестины импортировали медь, ртуть, киноварь, коралл, шафран, цветной бархат, розовую воду, ножи, драгоценные камни, золото и серебро. Шёлк прибывал из Китая и сахар из Бенгалии.

## Культура

### Общественная жизнь

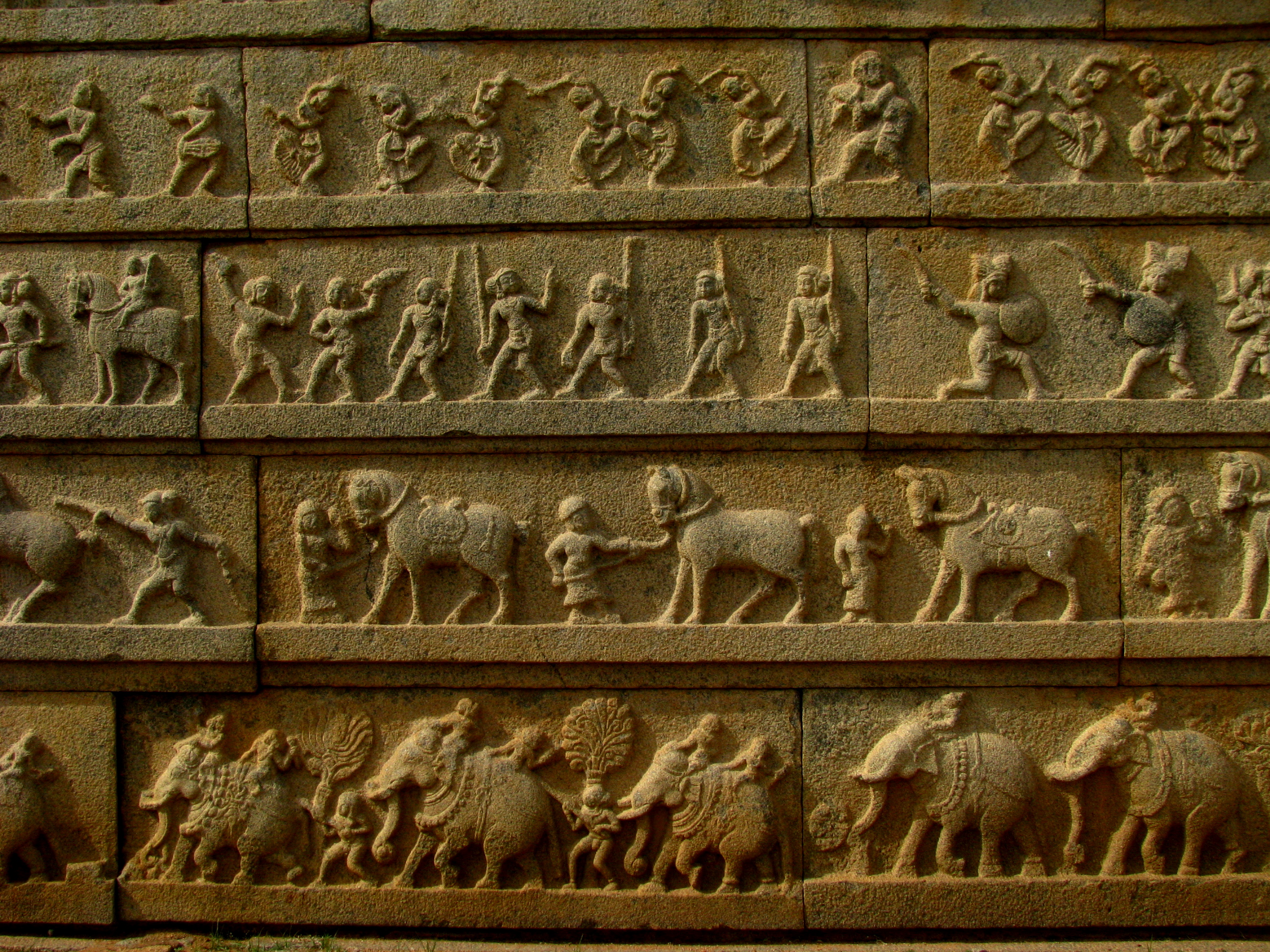
Горизонтальные рельефные фризы на внешней стене ограды храма Хазара Рама, изображающие жизнь в империи.

Большая часть информации о социальной жизни в империи Виджаянагара основана на записях иностранных посетителей и свидетельствах, которые обнаружили исследователи в районе Виджаянагара. Индуистская кастовая система была распространена и жёстко контролировалось её соблюдение. Старейшины устанавливают правила и положения, которые были введены с помощью королевских указов. Неприкосновенность была частью кастовой системы, и эти сообщества были представлены лидерами (Каивададавару). Мусульманские общины были представлены своей собственной группой в прибрежной Карнатаке. Однако кастовая система не препятствовала продвижению выдающихся личностей из всех каст в высокопоставленные кадры в армии и администрации. В гражданской жизни благодаря кастовой системе брамины пользовались высоким уважением. За исключением немногих, кто начал военную карьеру, большинство браминов сосредоточилось на религиозных и литературных вопросах. Их отделение от материального богатства и власти сделало их идеальными арбитрами в местных судебных делах, а их присутствие в каждом городе и деревне было расчётной инвестицией, сделанной дворянством и аристократией для поддержания порядка. Тем не менее, популярность учёных из низших каст (таких как Молла и Канакадаса) и их работ (в том числе из Веманаи сарваджна) является показателем степени социальной текучести в обществе.

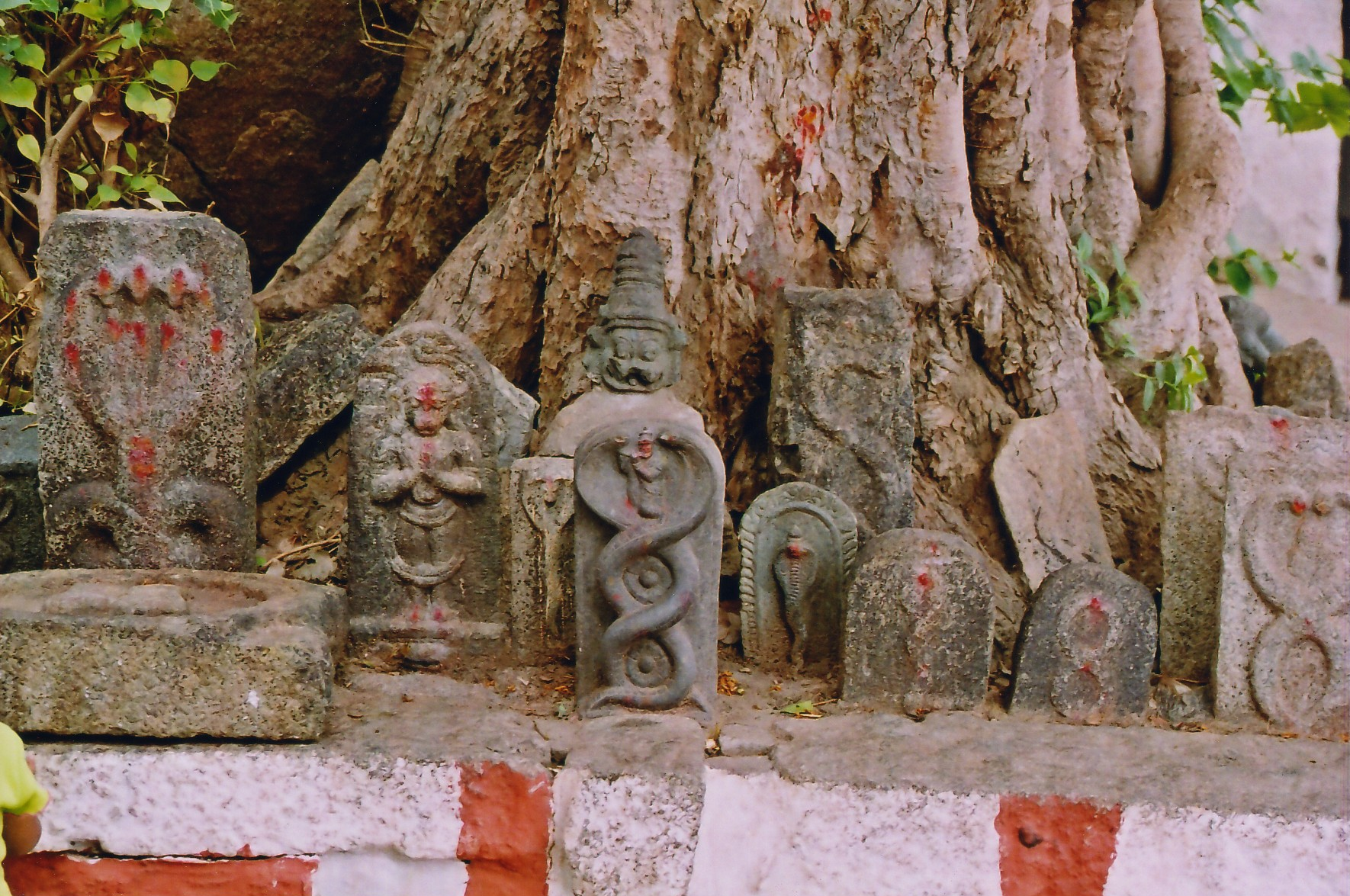
Нага (змея), каменное поклонение в Хампи.

Сати, практика, когда вдова жертвует собой вместе с телом умершего мужа, подтверждается в руинах Виджаянагара. В Виджаянагаре было обнаружено около пятидесяти надписей, которые называются сатикал (камень сати) или сати-виракал (камень героя сати). По мнению таких учёных, как Джон Хоули, «свидетельства о масштабах обычая и о классах, которые его практиковали, далеко не ясны, поскольку большинство рассказов исходит от мусульманских летописцев или европейских путешественников», у которых не было средств и объективности, чтобы сообщать о практике или её обстоятельствах точно.

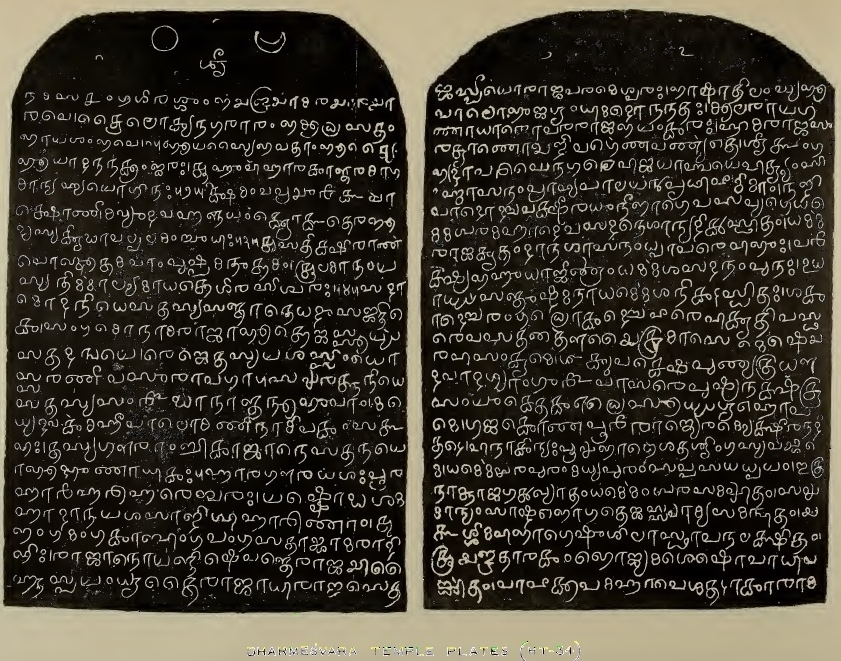
Плиты храма периода Виджаянагара в храме Дхармешвара, Кондарахалли, Хоскоте, записанные Б. Л. Райсом.

Социально-религиозные движения прошлых веков, такие как лингаятизм, дали импульс для гибких социальных норм, которым женщины должны были следовать. К этому времени южно-индийские женщины преодолели большинство барьеров и активно занимались вопросами, которые до сих пор считались монополией мужчин, такими как управление, бизнес и торговля, а также участие в изобразительном искусстве. Тирумаламба Деви, написавшая «Варадамбика Паринаям», и Гангадеви, написавшие «Мадхуравиджайям», были среди известных женщин-поэтов той эпохи. Ранние женщины-телугу, такие как Таллапака Тиммакка и Атукури Молластал популярными писателями в этот период. Известно, что суд наяков Танджора покровительствовал нескольким женщинам-поэтам. Существовала система девадаси, а также легализованная проституция, отведённая на несколько улиц в каждом городе. Популярность гаремов среди людей королевской семьи хорошо известна из различных записей.

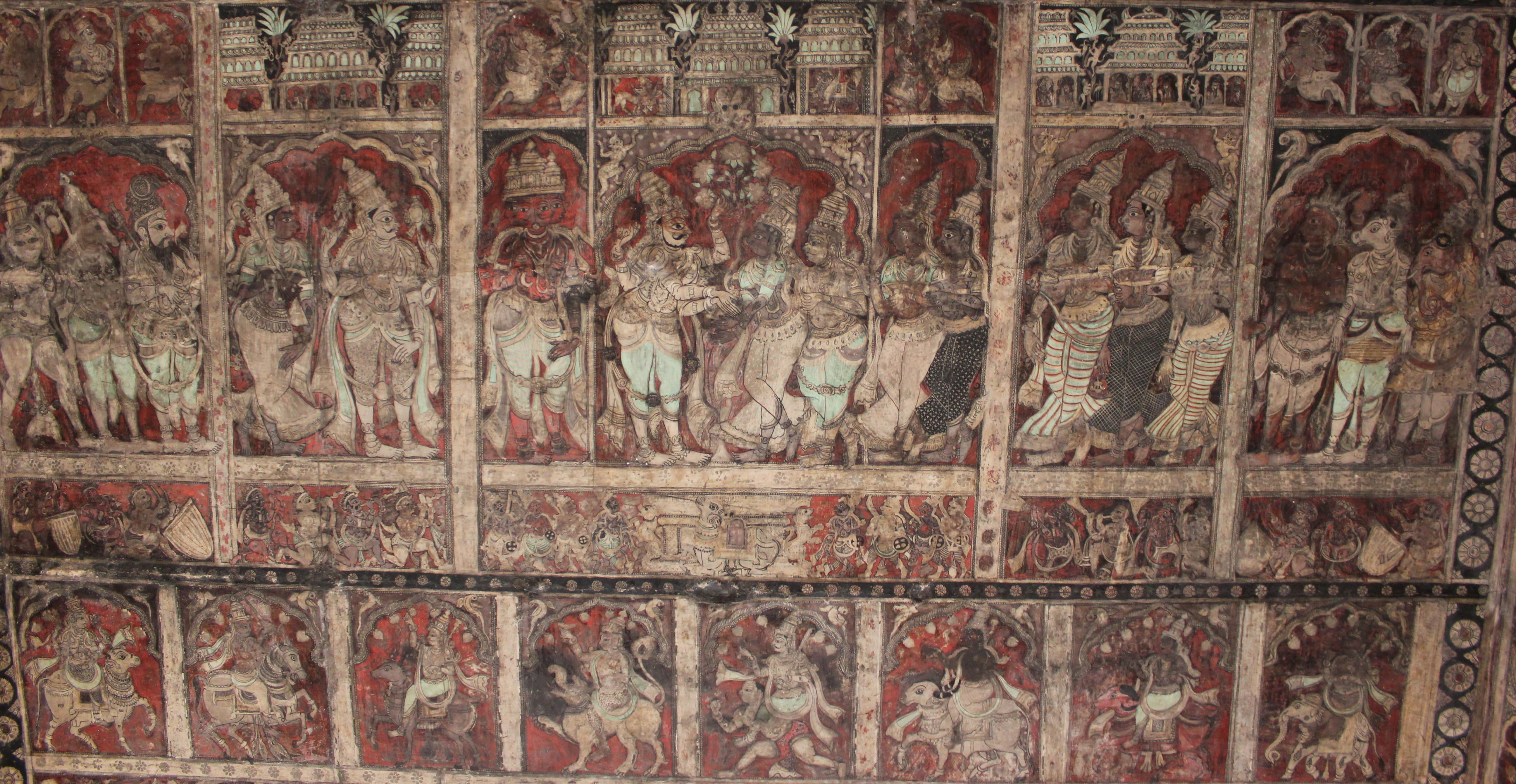
Расписной потолок из храма Вирупакша, с изображением индуистской мифологии, XIV век.

Зажиточные мужчины носили Пету или Кулави, высокий тюрбан из шёлка и украшенный золотом. Как и в большинстве индийских обществ, ювелирные изделия использовались мужчинами и женщинами, и в записях описывается использование браслетов, перстней, ожерелий и серёжек различных типов. Во время праздников мужчины и женщины украшали себя цветочными гирляндами и использовали духи из розовой воды, мускуса циве, мускуса или сандалового дерева. В отличие от простых людей, чьи жизни были скромными, жизни королей и королев империи были полны церемониальной пышности во дворце. У королев и принцесс были многочисленные служители, которые были щедро одеты и украшены прекрасными украшениями, а их ежедневные обязанности были лёгкими.
Физические упражнения были популярны среди мужчин, а борьба была важным мужским развлечением в спорте. Даже женщины-борцы упоминаются в записях. Гимназии были обнаружены в королевских кварталах, и записи говорят о регулярной физической подготовке командиров и их армий в мирное время. Возле королевских дворцов и рыночных площадей были особые арены, где члены королевской семьи и простые люди одинаково развлекались, наблюдая за такими мероприятиями, как петушиные бои, драки с бараном и борьба между женщинами. Раскопки в черте города Виджаянагара показали существование различных видов деятельности на уровне общины в виде гравюр на валунах, каменных платформах и полах храмов, что подразумевает, что это были места случайного социального взаимодействия. Некоторые из этих игр используются сегодня, а другие ещё не изучены до конца и не сохранились.

### Религия

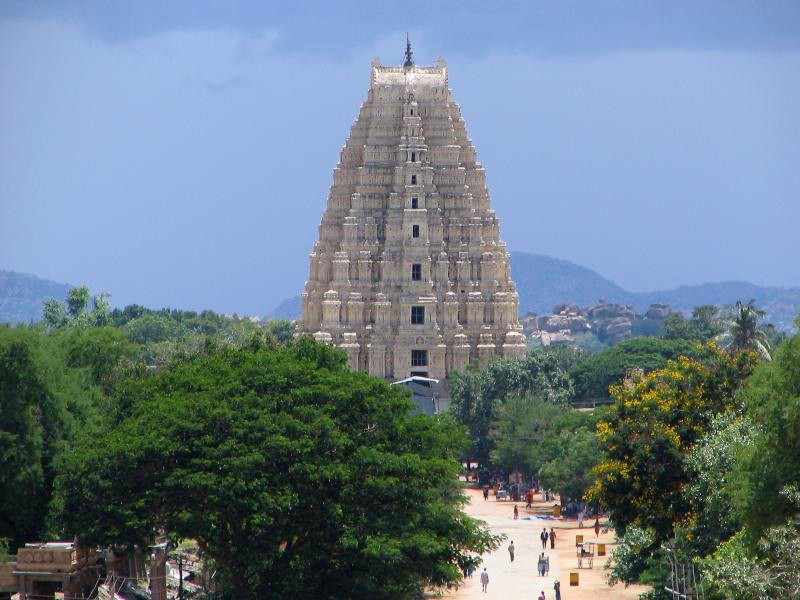
Храм Вирупакша, Хампи

Короли Виджаянагара были терпимы ко всем религиям и сектам, как показывают записи иностранных посетителей. Цари использовали титулы, например такие как Гобрахамана Пратипаланачарья (буквально, «защитник коров и брахманов») и Хиндураясуратрана (что обозначает, «поборник индуистской веры»), что свидетельствовало о намерении правителей защитить индуизм, и все же придерживались в то же время исламских традиций. Основатели империи, Харихара I и Букка Райя I, были набожными Шайвами (поклонниками Шивы), но оказывали поддержку вайшнавскому ордену в Шрингери с Видьяраньи в качестве покровителя, а также избрали Вараха в качестве эмблемы. Более четверти археологических раскопок обнаружили «исламский квартал» недалеко от «Королевского квартала». Некоторые дворяне из государства Тимуридов Средней Азии также переселились в Виджаянагару. В санскритском произведении царя Кришнадевараи «Джамбавати кальянам» говорится о храме Вирупакши, где поклонялись Шиве, а правителей называли Карната Раджья Ракша Мани («защитная жемчужина империи Карната»). Короли покровительствовали святым ордена двайтов (философии дуализма) Мадхвачарьи в Удипи.

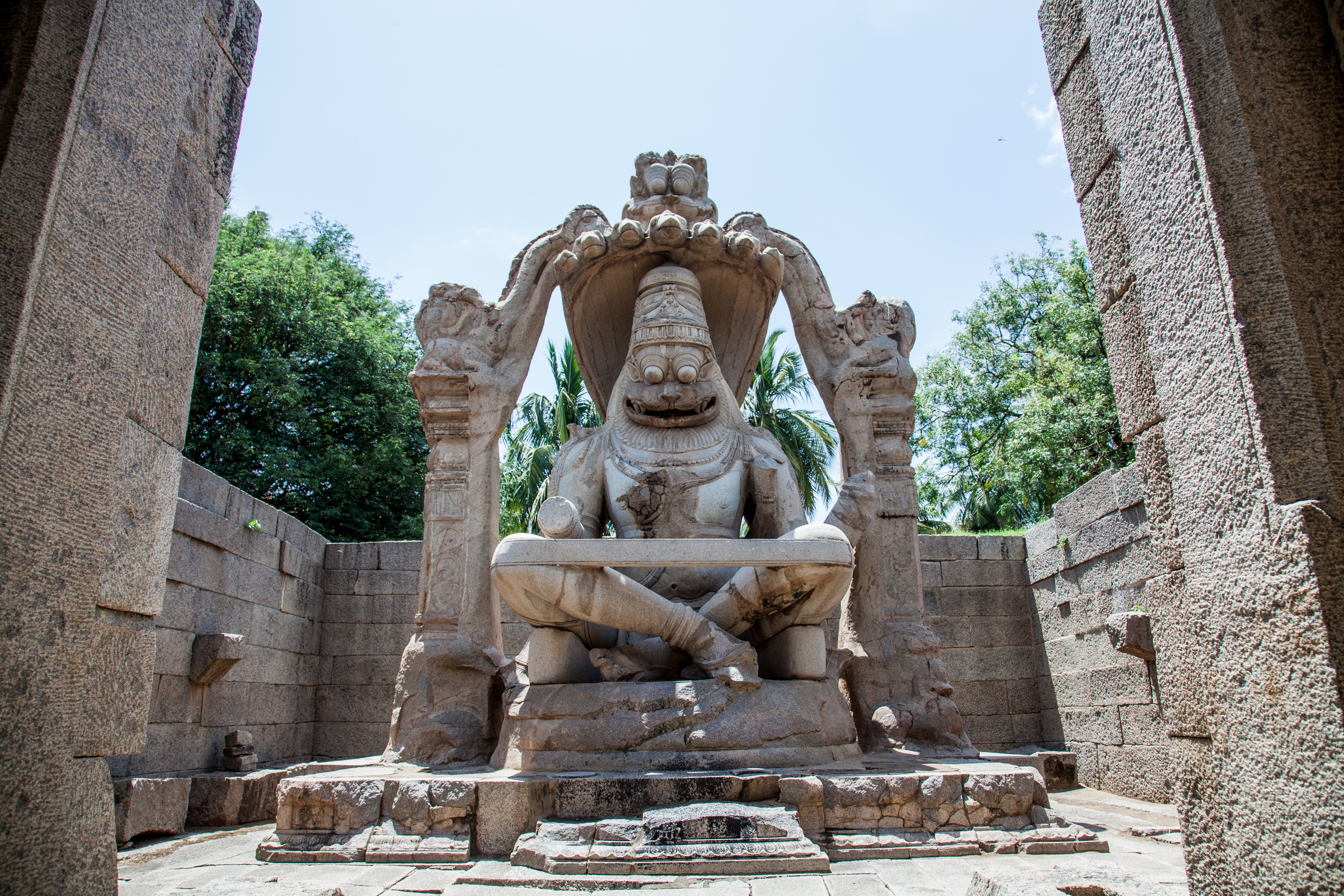
Югра Харасимха (изображение Вишну) в Хампи

Движение бхакти движение было активным в течение этого времени, а также хорошо известно в это время движение Харидас. Движение Вирашайва возникшее в XII веке, представляло собой сильное течение движения бхакти, пронизывающее жизни миллионов. Харидасы представляли две группы: вьясакуту и дасакуту, первая из которых была обязана разбираться в Ведах, Упанишадах и других даршанах, в то время как дасакута просто передавала послание Мадхвачарьи через язык каннада людям в форме религиозных песен (Деваранама и Киртана). Философия Мадхвачарьи распространялась такими выдающимися учениками, как Нарахаритиртха, Джаятиртха, Шрипадарайя, Вьясатиртха, Вадираджатиртха и другими. Вьяшатиртха, гуру (учитель) Вадиражатиртхи, Пурандарадасы (отца карнатической музыки) и Канакадасы заслужил преданность царя Кришнадеварайи. Царь считал своим покровителем Куладеватой (семейное божество) и чтил его в своих трудах. В это время, другой великий композитор ранней карнатической музыки, Аннамачарья сочинил сотни киртанов на телугу в Тирупати, в современном Андхра-Прадеш.

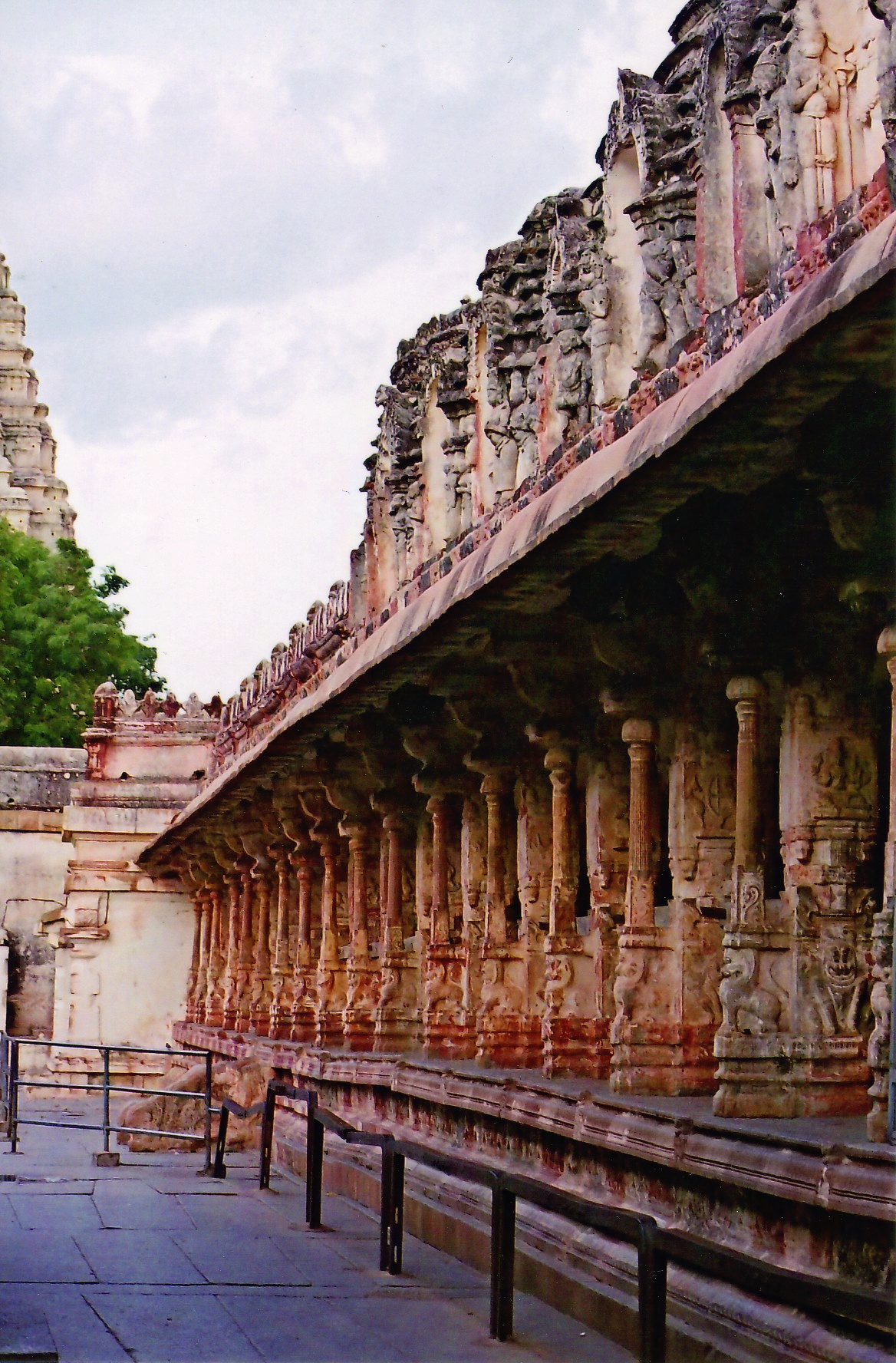
Изысканные колонны, храм Вирупакша, Хампи

Поражение джайнов из династии Западной Ганги в начале XI века и рост числа последователей вайшнавского индуизма и вирашайвизма в XII веке привили к снижению интереса к джайнизму. Двумя известными местами поклонения джайнов на территории Виджаянагара были Шраванабелагола и Камбадахалли.
Ислам начал проникать в Южную Индию ещё в VII веке, в результате торговли между южными королевствами и арабскими землями. Пятничная мечеть существовал в империи Раштракута уже в X веке, а также многие мечети процветали на побережье Малабар к началу XIV века. Мусульманские поселенцы женились на местных женщинах; их дети были известны как маппиллы (моплы) и принимали активное участие в торговле лошадьми и перевозке грузов. Взаимодействие между империей Виджаянагара и султанатам Бахмани на севере увеличило присутствие мусульман на юге. Христианство начало распространяться ещё в VIII веке, о чём свидетельствуют находки медных листов с надписями на землю для христиан Малабара. Христианские путешественники писали о немногочисленном количестве христиан в Южной Индии в средние века, что способствовало привлечению в сюда миссионеров. Прибытие португальцев в XV веке и их торговые связи с империей, а также распространение веры святым Франциска Ксаверия (1545 год) и позднее присутствие голландских поселений способствовали росту христианства на юге.

### Язык
В различных регионах империи использовались языки каннада, телугу и тамил. Более 7000 надписей (Шилашасана), включая надписи 300 медных пластин (Тамарашасана) были восстановлены, почти половина из которых на языке каннада, остальные на телугу, тамильском и санскрите. Империя чеканила монеты в Хампи, Пенугонде и Тирупати с написанием имени правителя на языках нагари, каннада и телугу. Золото, серебро и медь использовались для выпуска монет с изображением Гадьяна, Вараха, Пон, Пагода, Пратапа, Пана, Касу и Джитал. Монеты содержали изображения различных богов, включая Балакришну (младенец Кришну), Венкатешвару (главенствующее божество храма в Тирупати), богинь, таких как Бхудеви и Шридеви, божественных пар животных, таких как быки, слоны и птицы. На самых ранних монетах изображены Хануман и Гаруда (божественный орёл), носитель бога Вишну. Надписи на языках каннада и телугу расшифрованы и записаны историками Археологической службы Индии.

### Литература

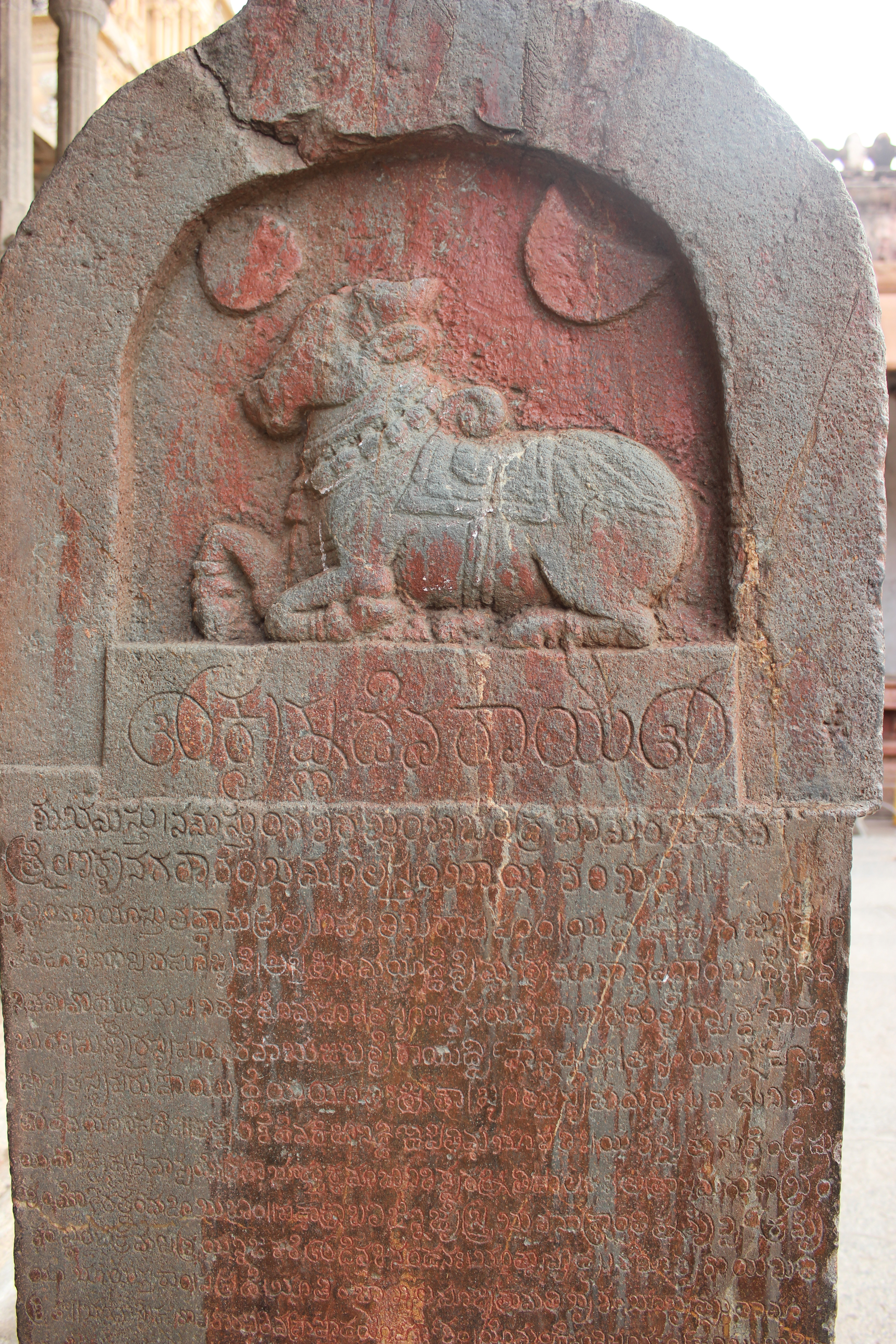
Надпись на языке каннада царя Кришнадеварайя в храме Вирупакша в Хампи, описывающая его коронацию и сооружение большого открытого мантапа (1509 год)

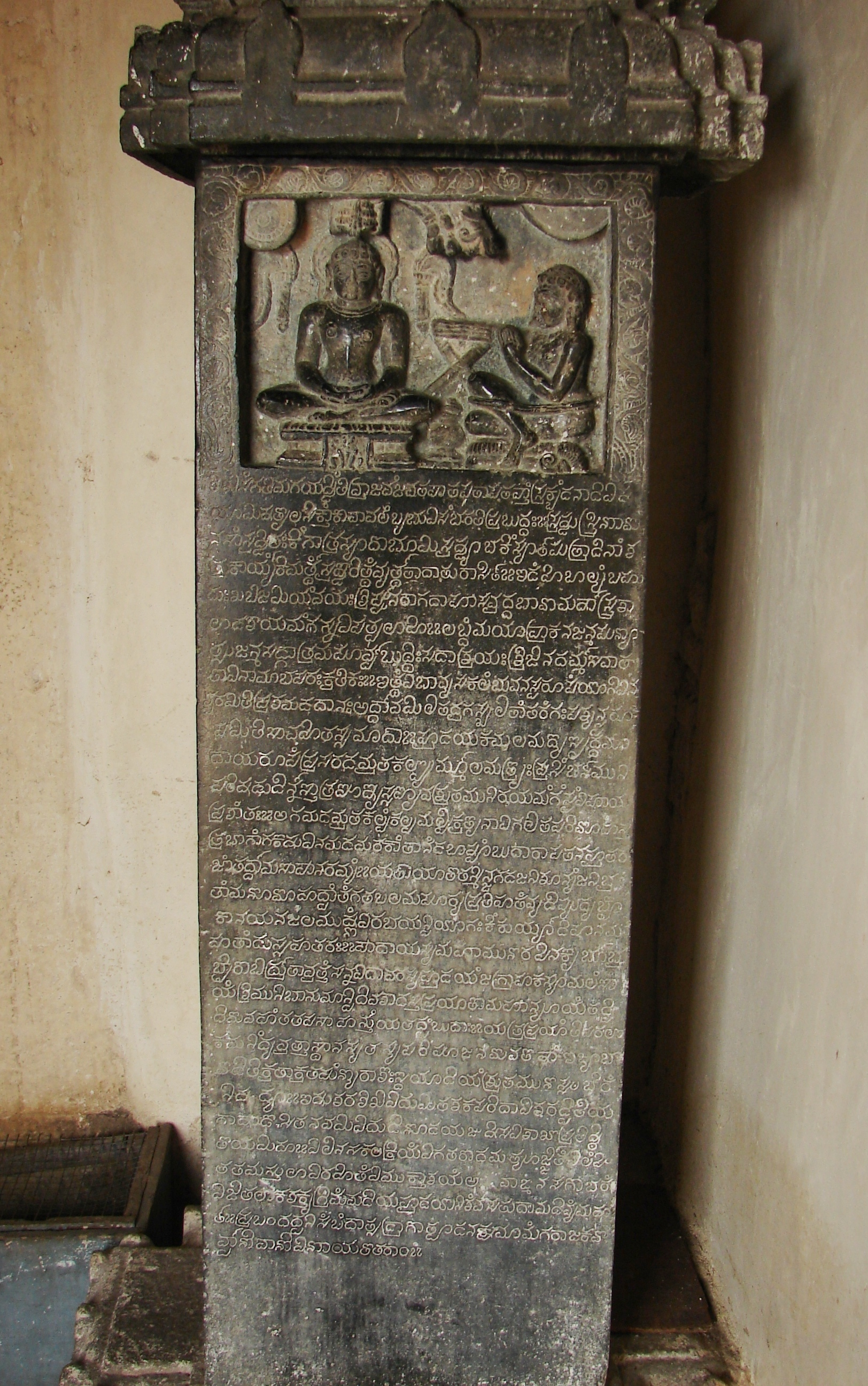
Поэтическая надпись на языке каннада, поэта Виджаянагары, Манджараджи (1398 год)

### Архитектура

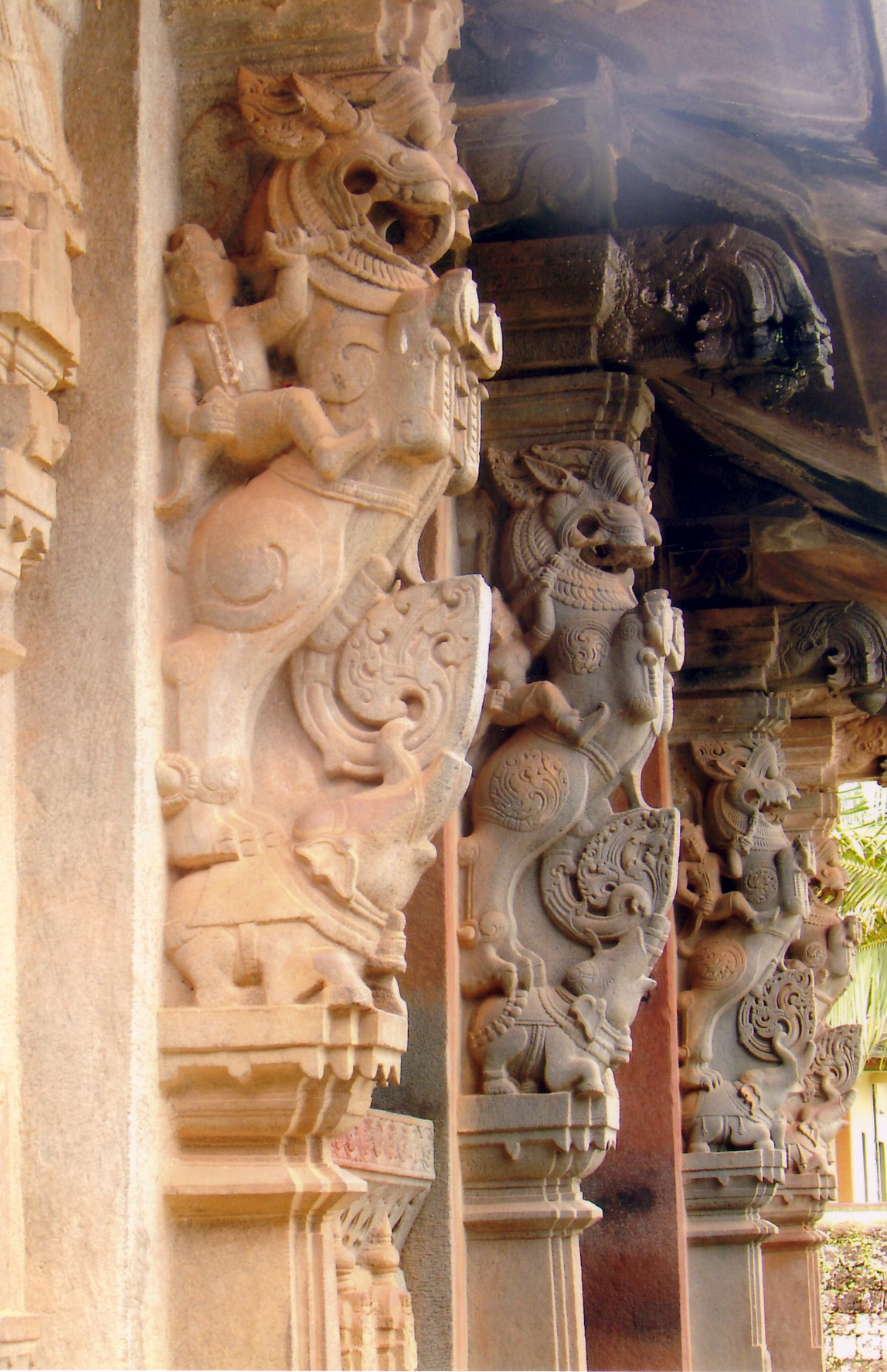
Столбы Яли в храме Агорешвара в Иккери

Архитектура Виджаянагара представляет собой живое сочетание стилей Чалукья, Хойсала, Пандья и Чола, которые процветали в предыдущие века. Скульптуры, архитектура и живопись влияло на развитие искусства ещё долго после того, как империя пришла к упадку. Стилистическим признаком архитектуры являются богато украшенные колонны Калянамантапа (зал бракосочетания), Васантамантапа (открытые колонны залы) и Раягопура (башня). Ремесленники использовали местный твёрдый гранит из-за его долговечности, так как королевство находилось под постоянной угрозой вторжения. В то время как памятники империи разбросаны по всей Южной Индии, особое место занимают памятники под открытым небом в столице Ваджаянагара (современный Хампи), которые входят в фонд Всемирного наследия ЮНЕСКО.
В XIV веке короли продолжали строить памятники везара или декканского стиля, но позже включили гопуры в стиле дравида для удовлетворения своих ритуальных потребностей. Храм Прасанна Вирупакша (подземный храм) построенный при Букке и храм Хазаре Рама при Дева Райе являются примерами деканской архитектуры. Разнообразные и сложные украшения столбов является признаком их работы. В Хампи, хотя храм Виттхала является лучшим примером их колониального стиля Калянамантапа, храм Хазара Рамасвами является скромным, но идеально законченным примером. Видимым аспектом их стиля является возвращение к упрощённому и безмятежному искусству, разработанному династией Чалукья. Великий образец искусства Виджаянагара, храм Виттхала, строился несколько десятилетий во время правления королей тулувы.
Ещё один элемент стиля Виджаянагарской является резьба и освящение больших монолитов, таких как Сасивекаалу (горчичный) Ганеша и Кадалекаалу (арахисового) Ганеша в Хампи, в Гомматешвара (Бахубали) монолитов в Каркала и Венур, и Нанди быка в Лепакши. Виджаянагарские храмы в Колара, Канакагири, Шрингеря и других городах Карнатака; храмы Тадпатри, Лепакши, Ахобилам, храм Тирупати Венкатешвара и Шрикалахасти в штате Андхра-Прадеш; храмы Веллоре, Кумбаконам, Канчи и Шрирангам в Тамилнаду являются примерами этого стиля. Искусство Виджаянагара включает настенные росписи, такие как Дашаватара и Гириакаляна (свадьба Парвати, супруги Шивы) в храме Вирупакша в Хампи, настенные росписи Шивапурана (рассказы о Шиве) в храме Вирабхадра в Лепакши. Это смешение южно-индийских стилей привело к богатству, невиданному в более ранние века, которое превосходит всё ранее созданное в Индии.
Одним из аспектов архитектуры Виджаянагара, который показывает космополитизм великого города, является наличие множества светских структур, имеющих исламские черты. В то время как политическая история концентрируется на продолжающемся конфликте между империей Виджаянагара и Деканскими султанатами, архитектурная история отражает более творческое взаимодействие. Есть много арок, куполов и сводов, которые показывают это влияние. Концентрация сооружений, таких как павильоны, конюшни и башни, позволяет предположить, что они предназначались для королевской семьи. Декоративные детали этих структур, возможно, были включены в архитектуру Виджаянагара в начале XV века, совпадая с периодом правления Деварайя I и Деварайя II. Известно, что эти короли нанимали многих мусульман в свою армию и двор, некоторые из которых, возможно, были мусульманскими архитекторами. Этот гармоничный обмен архитектурными идеями должен был происходить в редкие периоды мира между индуистским и мусульманским царствами. Маханавами Дибба («Великая платформа») имеет рельефные изображения, на которых фигуры, похоже, имеют черты лица турок из Центральной Азии, которые, как было известно, были наняты в качестве королевских служителей.

Зодчество виджаянагарской эпохи
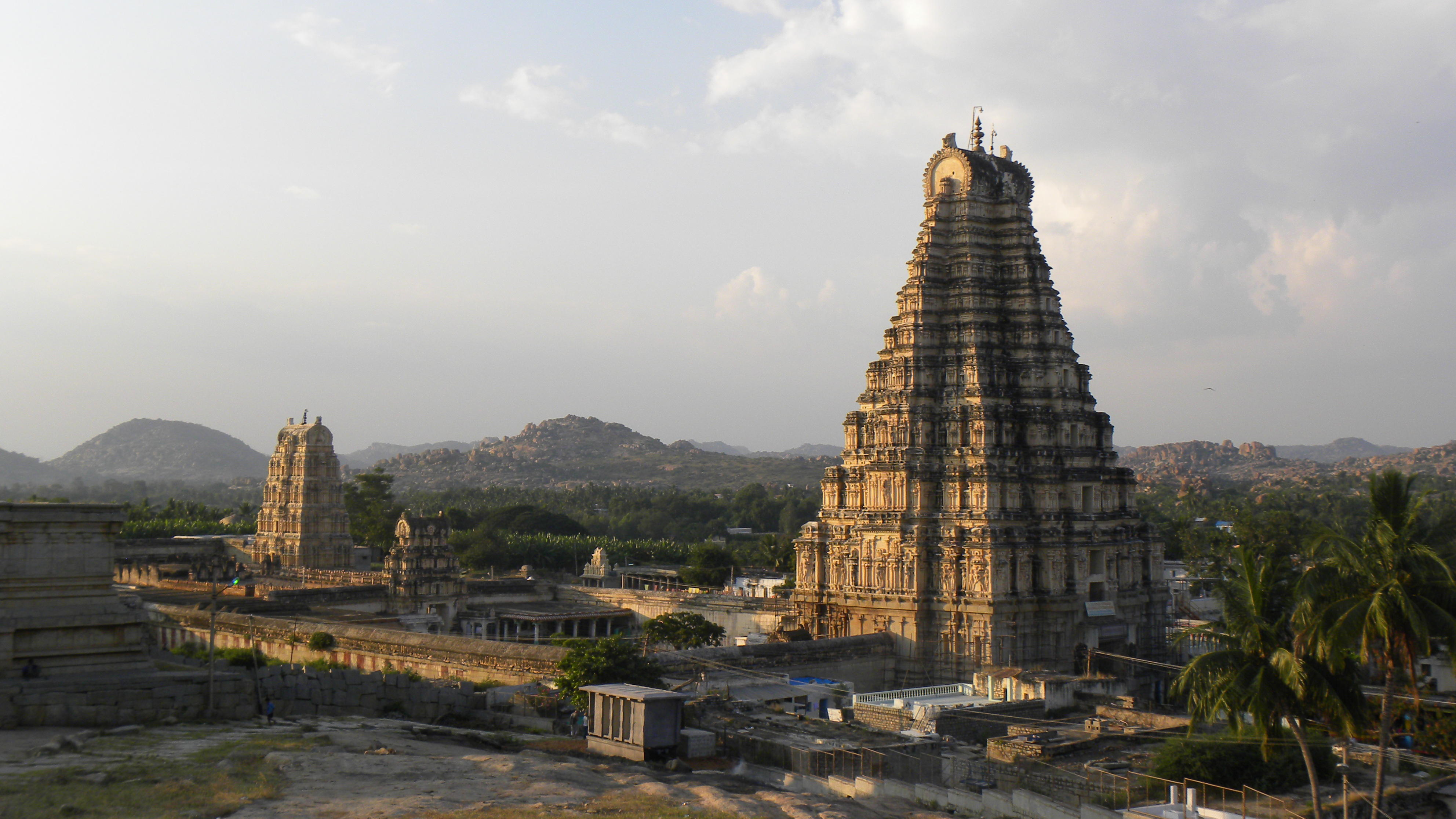
Храм Вирупакши в Хампи
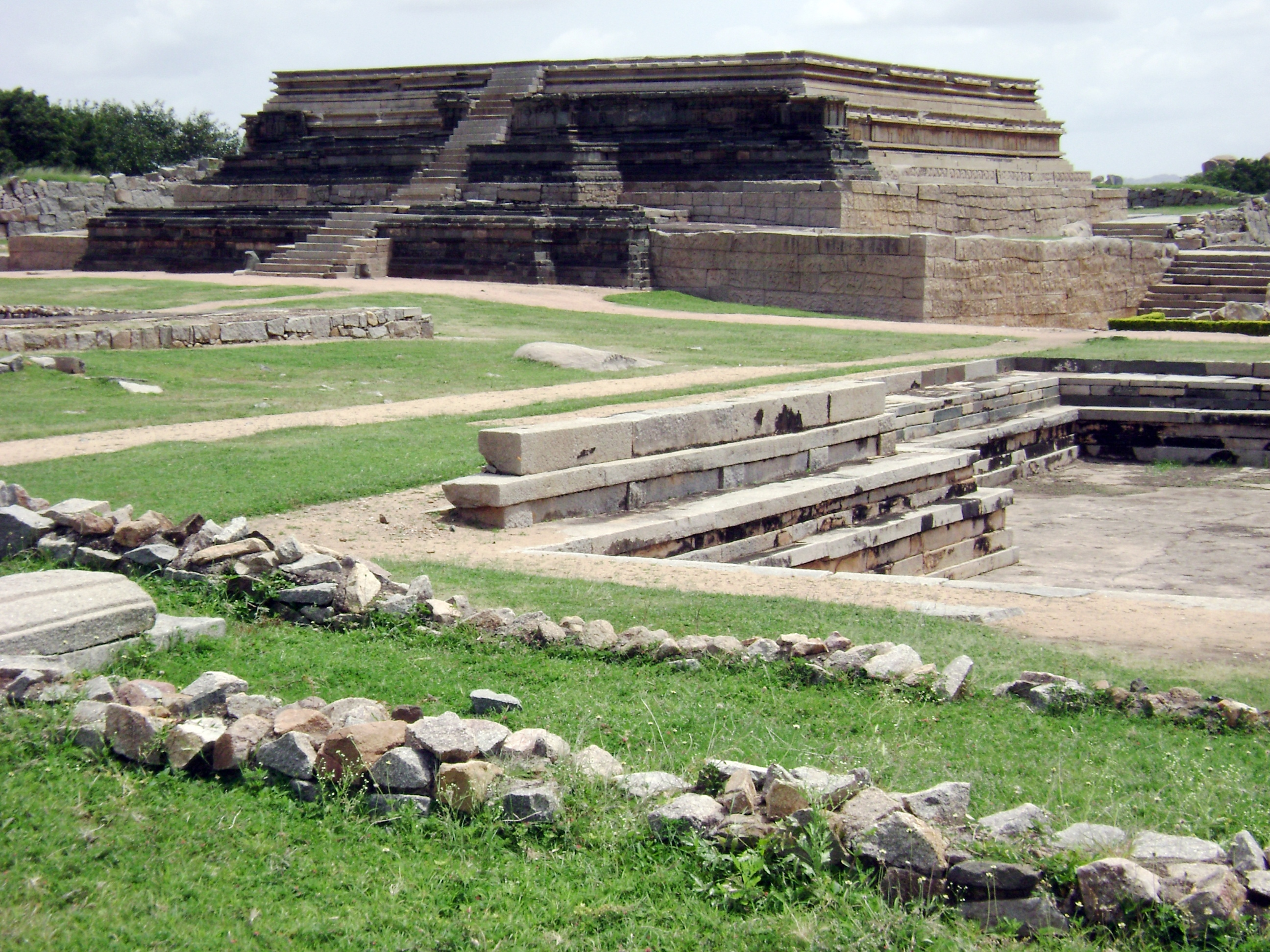
Маханавами-Дибба. На этом двенадцатиметровом пирамидальном здании император принимал и воздавал почести и дары
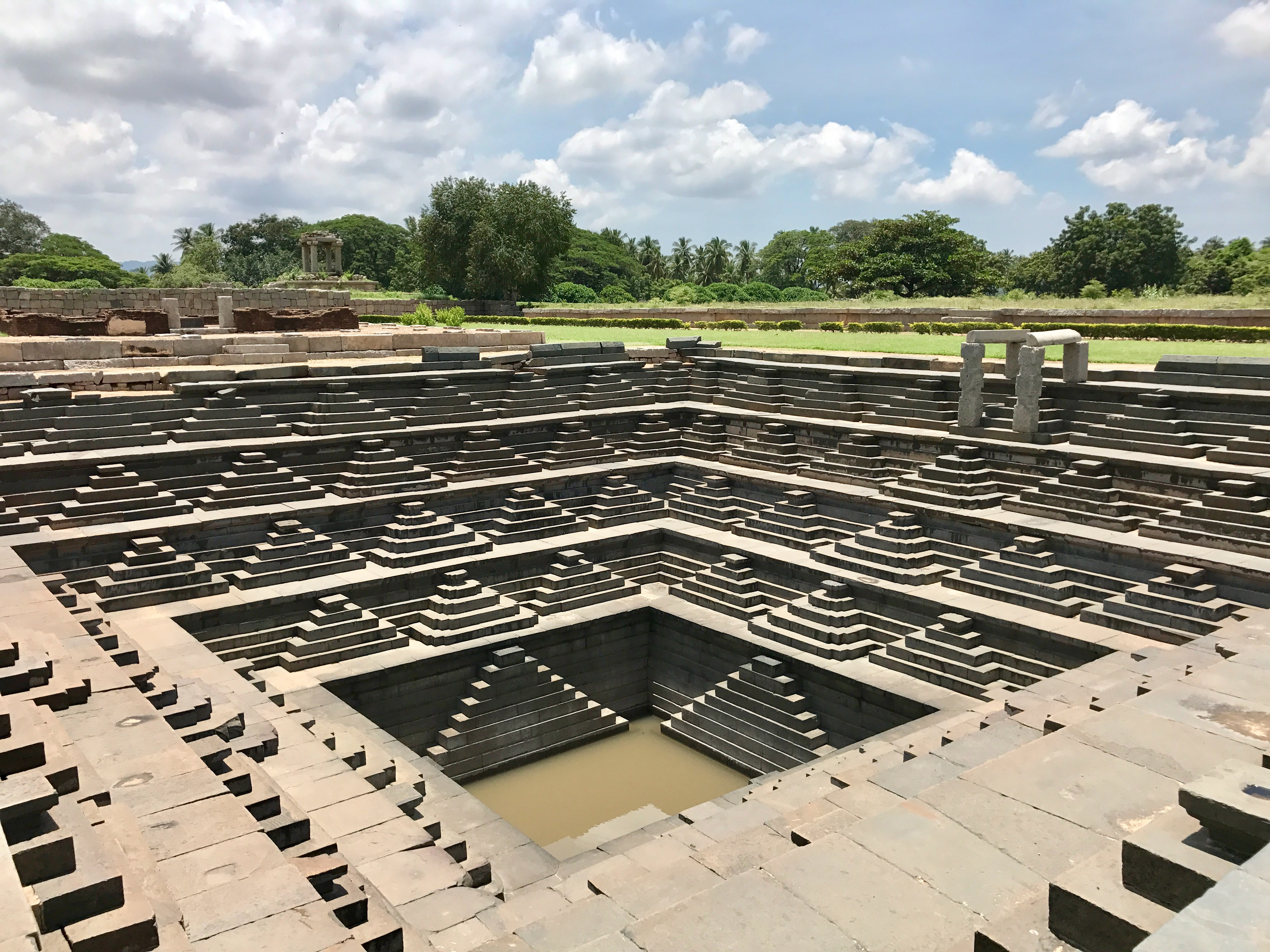
Маханавами пушкарни с акведуками
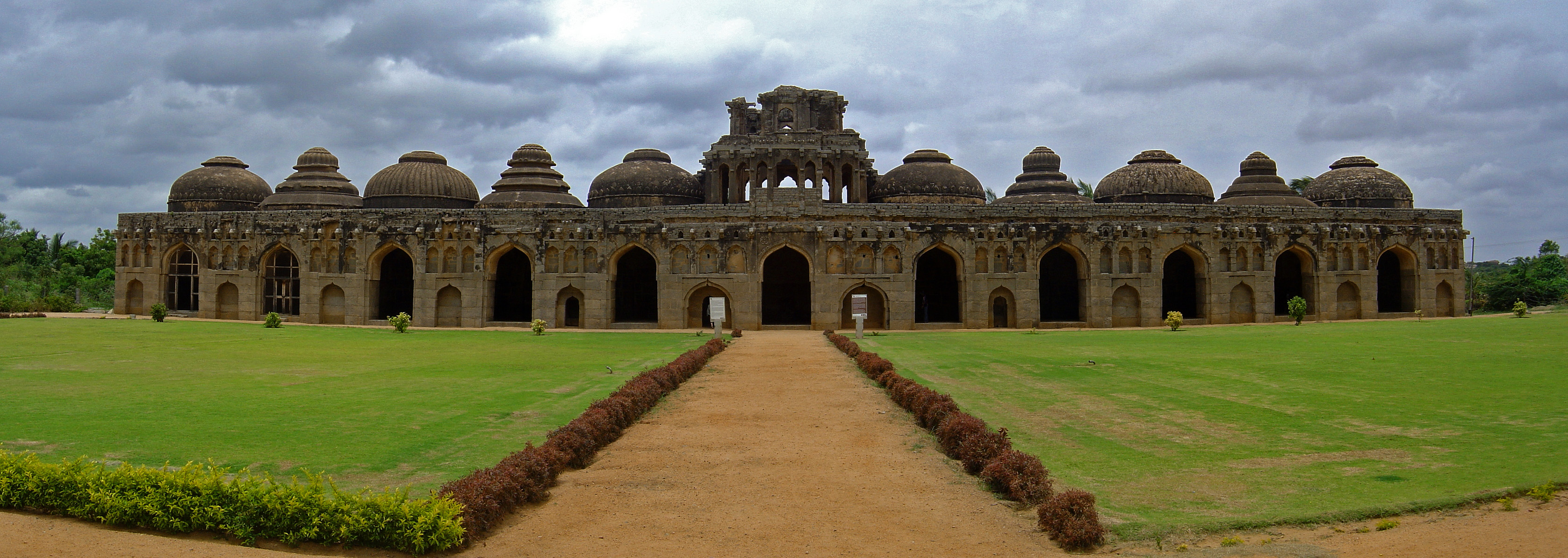
Загоны для слонов
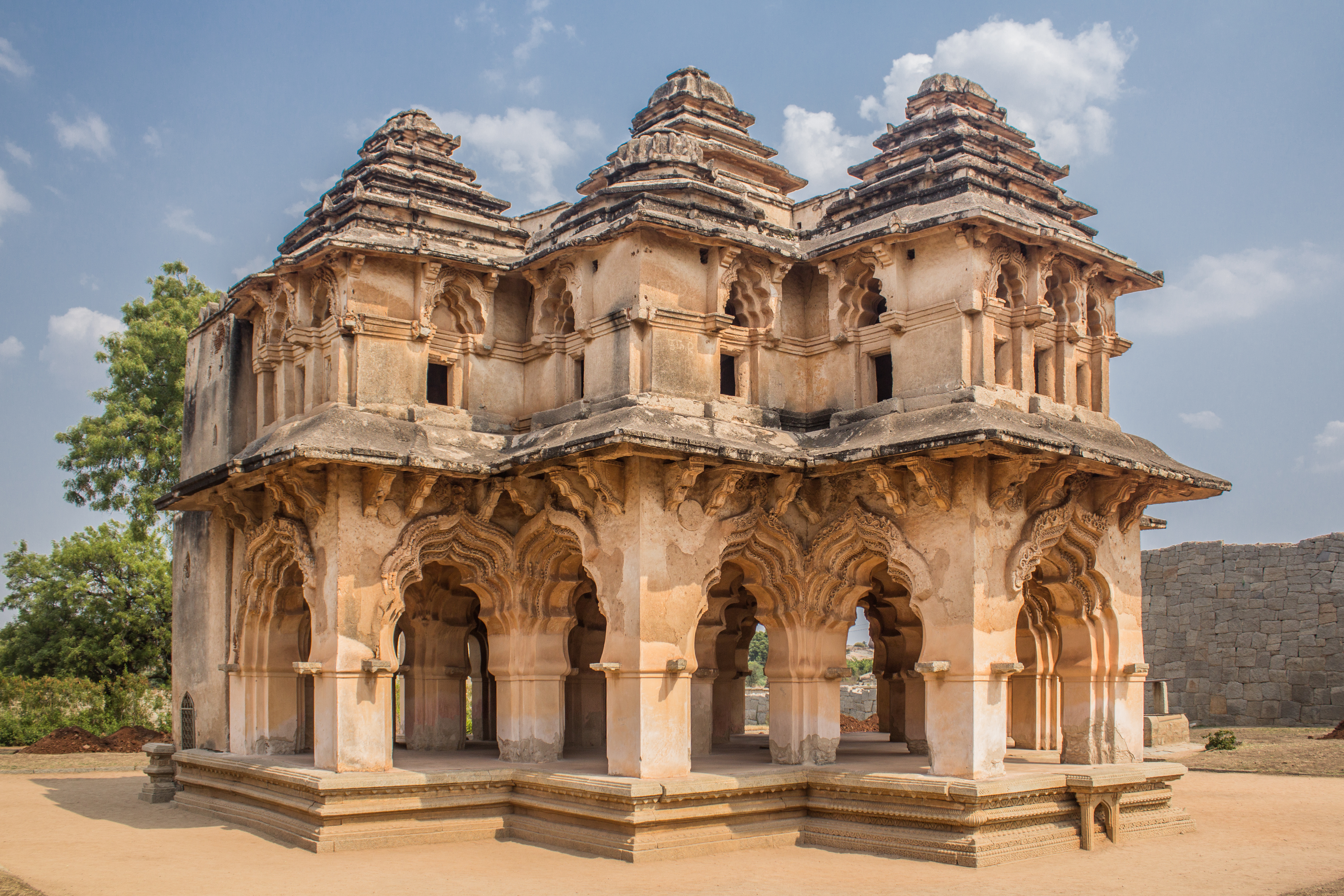
Лотос махал
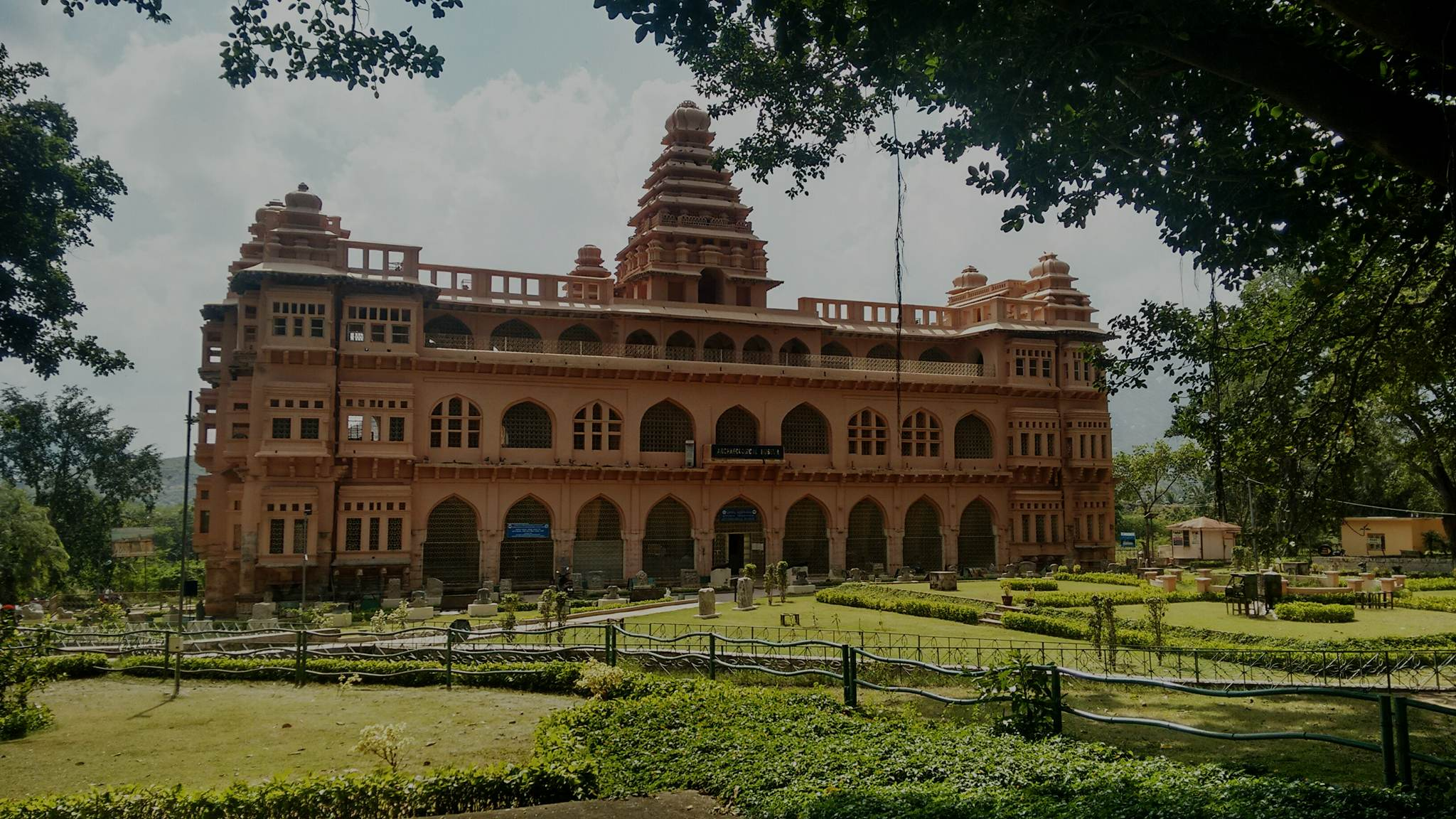
Раджа махал, Чандрагири
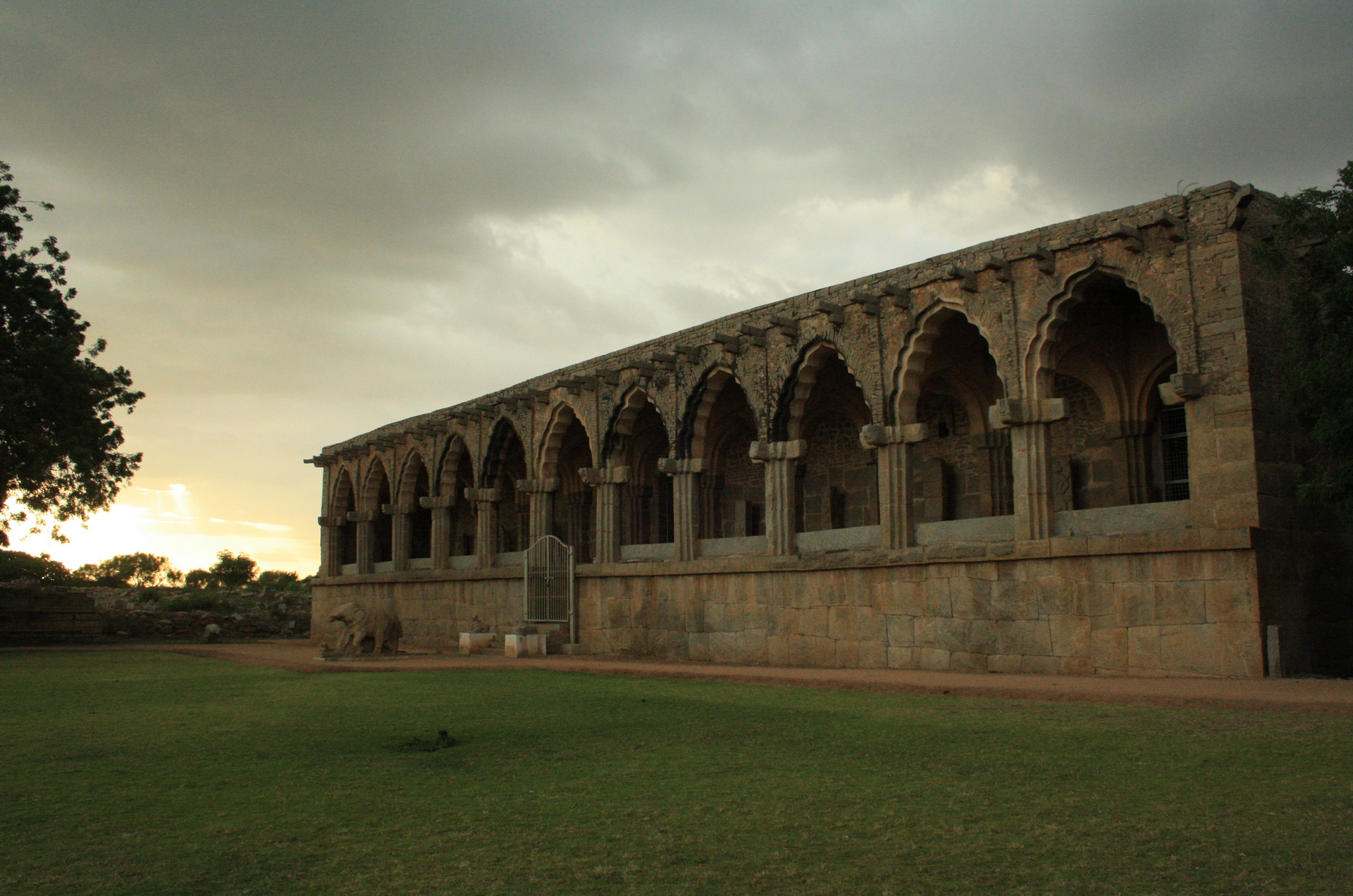
Офицерский корпус
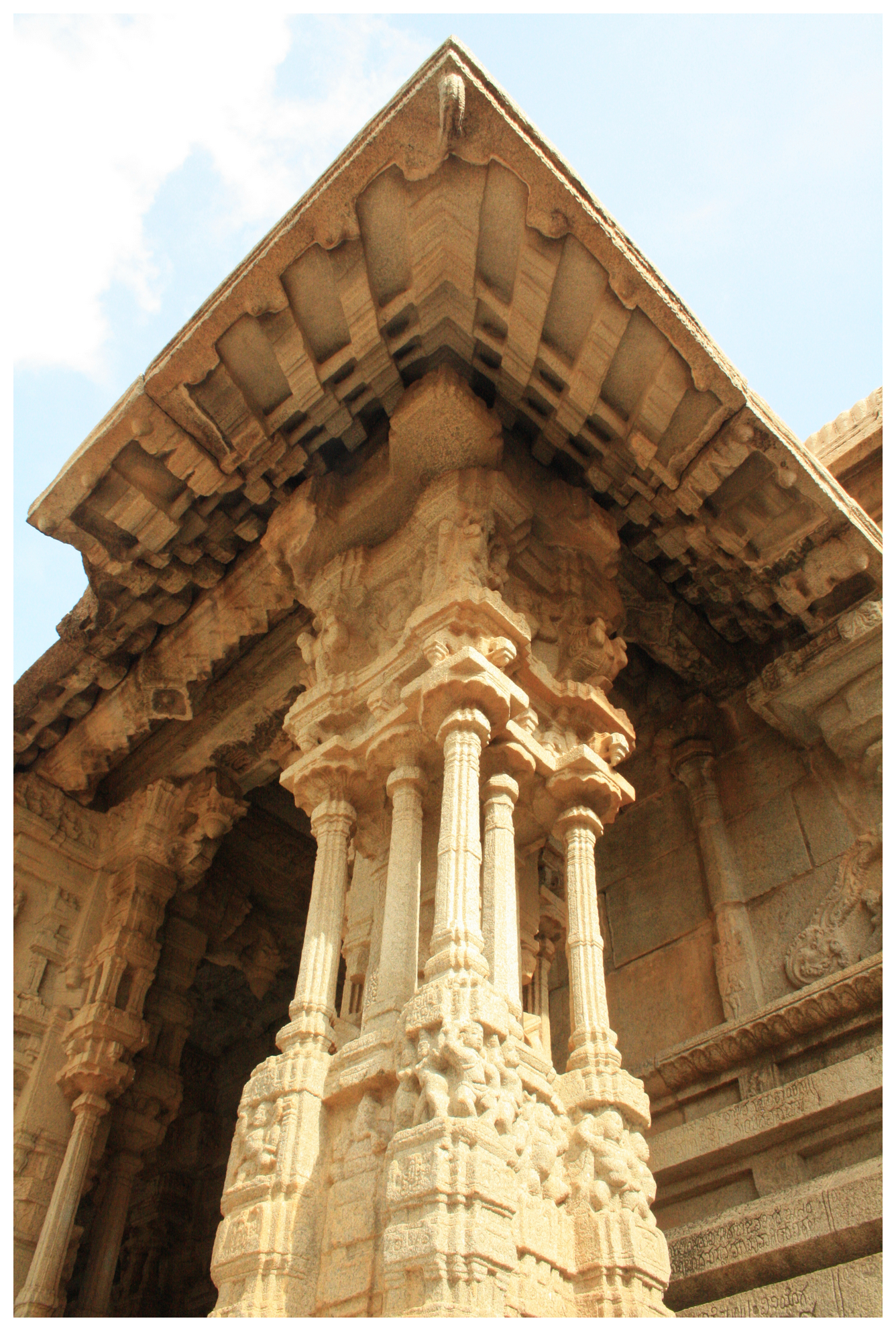
Музыкальные колонны в храме Виттала
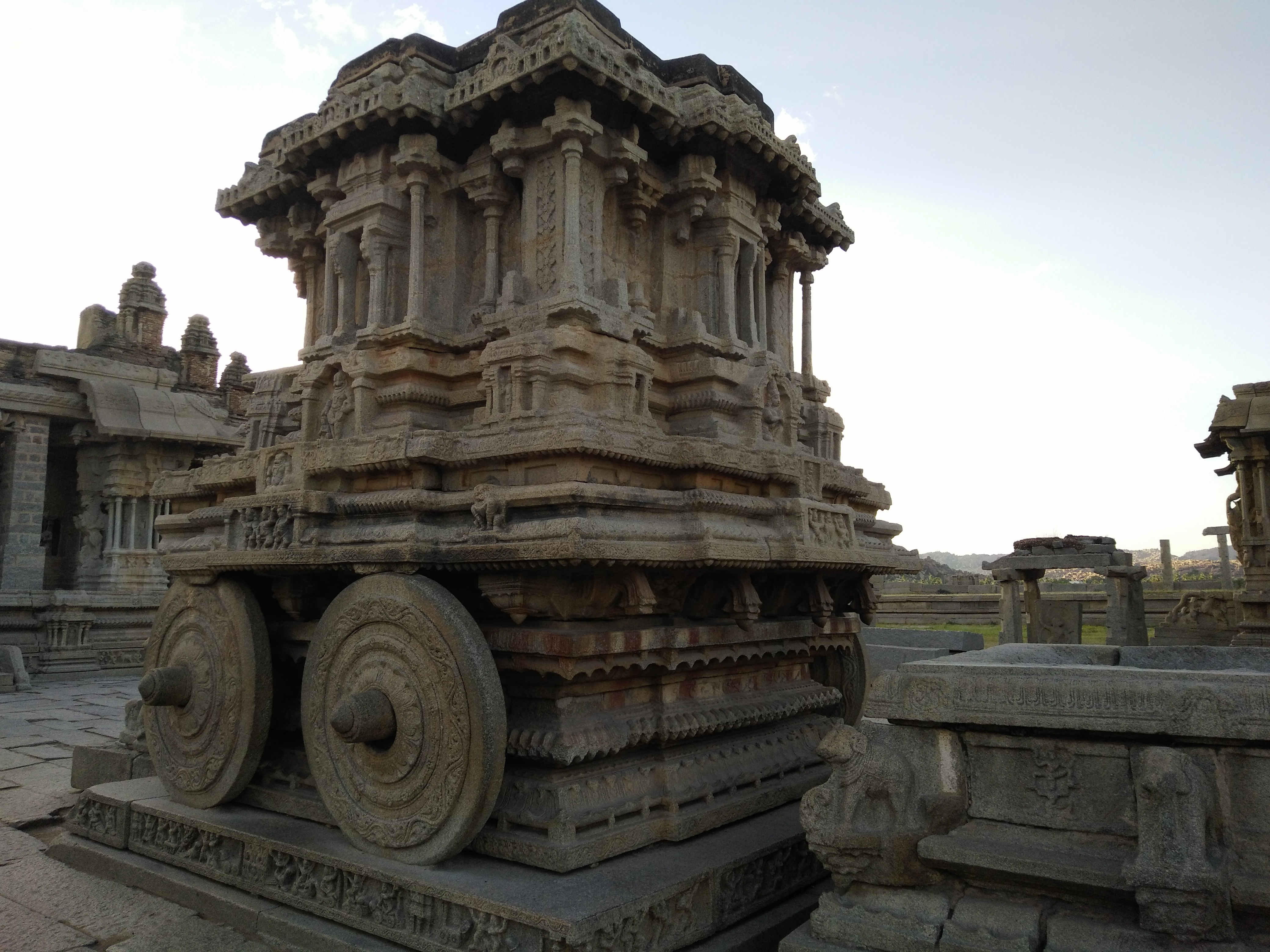
Каменная колесница храма Виттала
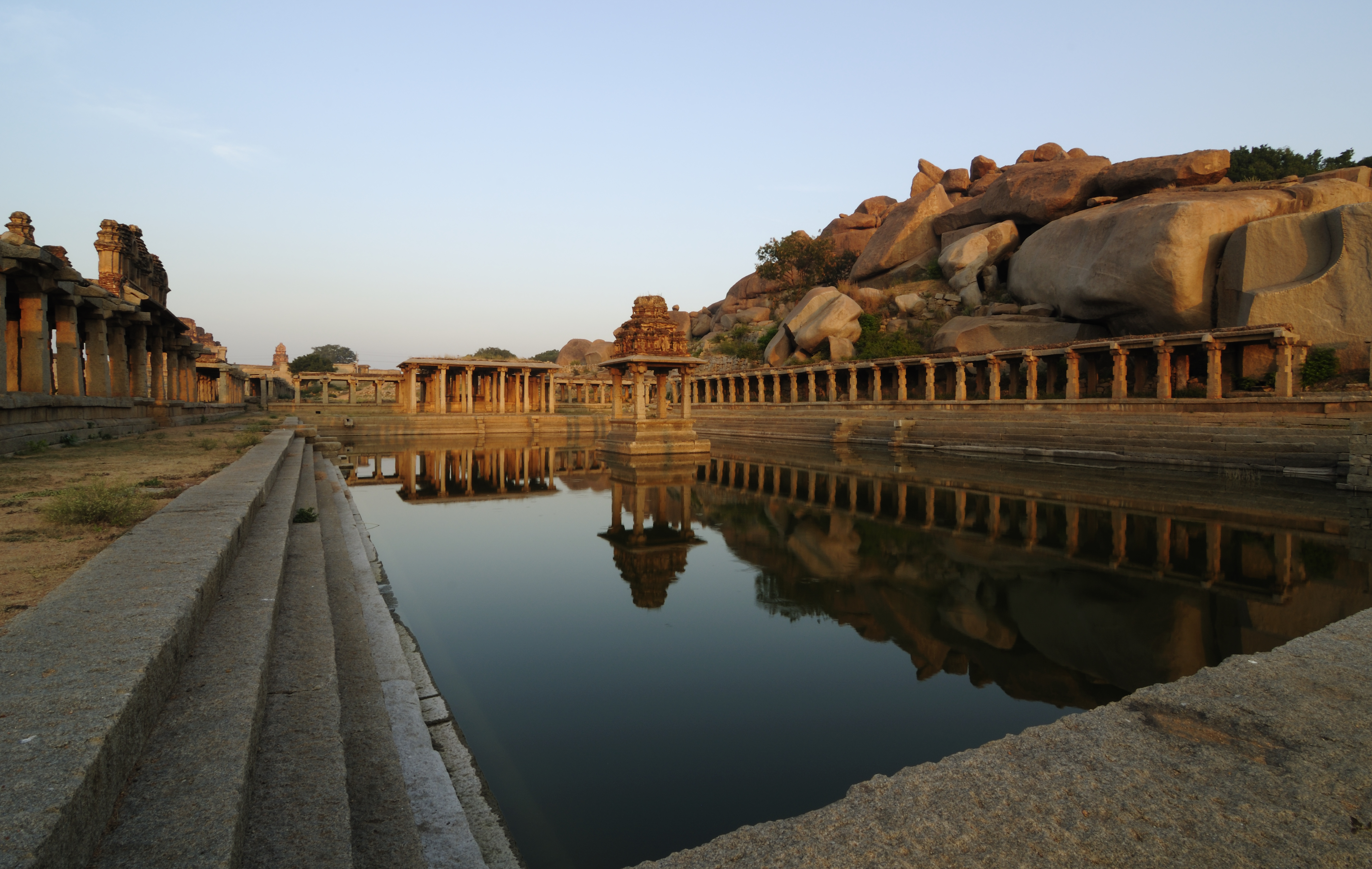
Кришна Пушкарани